# Jeux olympiques d'hiver
Vous lisez un « bon article » labellisé en 2012.
Pour un article plus général, voir Jeux olympiques.
Pour les jeux d'été, voir Jeux olympiques d'été. Pour les jeux paralympiques, voir Jeux paralympiques d'hiver.
Navigation
- 1924
- 1928
- 1932
- 1936
- 1940
- 1944
- 1948
- 1952
- 1956
- 1960
- 1964
- 1968
- 1972
- 1976
- 1980
- 1984
- 1988
- 1992
- 1994
- 1998
- 2002
- 2006
- 2010
- 2014
- 2018
- 2022
- 2026
- 2030
- 2034

Les Jeux olympiques d'hiver sont un événement sportif international organisé tous les quatre ans. La première édition des jeux olympiques d’hiver a lieu dans la station française de Chamonix en 1924. Les premiers sports sont le ski de fond, le patinage artistique et de vitesse, le hockey sur glace, le combiné nordique, le saut à ski, le bobsleigh, le curling et la patrouille militaire. Les Jeux olympiques d'hiver ont lieu tous les quatre ans de 1924 à 1936. Ils sont ensuite interrompus par la Seconde Guerre mondiale et ont à nouveau lieu tous les quatre ans dès 1948. Les Jeux d'hiver sont organisés la même année que les Jeux d'été jusqu'en 1992. L'organe de direction des Jeux olympiques, le Comité international olympique (CIO), décide à cette date de placer les Jeux olympiques d'hiver et d'été en alternance sur les années paires d'un cycle de quatre ans.
Les Jeux d'hiver évoluent depuis leur création. De nouvelles disciplines sont ajoutées et certaines d'entre elles, telles que le ski alpin, le biathlon, la luge, le patinage de vitesse sur piste courte, le ski acrobatique et le snowboard, gagnent une place permanente dans le programme olympique et leurs épreuves se multiplient. D'autres, comme le ski de vitesse, le bandy et le ski joëring, sont des sports de démonstration lors d'une édition des Jeux, mais ne deviennent pas des sports olympiques officiels. L'essor de la télévision comme le média global de télécommunication améliore le profil des Jeux. Elle crée un flux de revenus via la vente de droits de diffusion et de publicité qui deviennent lucratifs pour le CIO. Cela permet aux entreprises extérieures, comme les chaînes de télévision et les sponsors, d'exercer une influence. Dans l'histoire des Jeux, le CIO doit répondre à plusieurs critiques tels que les scandales internes, l’utilisation de produits dopants par les athlètes ainsi que le boycott politique de la compétition. Pendant la Guerre froide, des nations utilisent les Jeux d'hiver pour montrer la supériorité revendiquée de leurs systèmes politiques.
Depuis 1924, les Jeux d'hiver ont été tenus sur trois continents, mais jamais dans l'hémisphère sud. Les États-Unis les accueillent quatre fois, la France trois fois, tandis que l'Autriche, le Canada, l'Italie, le Japon, la Norvège et la Suisse les organisent à deux reprises. En 2014, Sotchi est la première ville russe à accueillir les Jeux d'hiver, et en 2018, PyeongChang, en Corée du Sud, est la troisième ville asiatique à les organiser, les Jeux d'hiver restant sur ce continent pour l'édition 2022 à Pékin, qui est la première à organiser des Jeux d'été puis d'hiver.
La Norvège est le pays qui totalise le plus de médailles aux Jeux d'hiver : après les Jeux de Pékin 2022 où elle remporte 16 titres pour 37 podiums, elle totalise 405 médailles dont 148 en or. Ses athlètes Marit Bjørgen en ski de fond et Ole Einar Bjørndalen en biathlon sont les plus couronnés de tous, avec respectivement 15 et 13 médailles, et huit titres chacun.
Entre la victoire de Charles Jewtraw en patinage de vitesse 500 m le 26 janvier 1924 à Chamonix, premier titre des Jeux d'hiver, et celle de Yuzuru Hanyu le 17 février 2018 dans la compétition de patinage artistique des Jeux de PyeongChang, 1 000 médailles d'or ont été attribuées dans la compétition olympique hivernale.

## Histoire

### Premières années

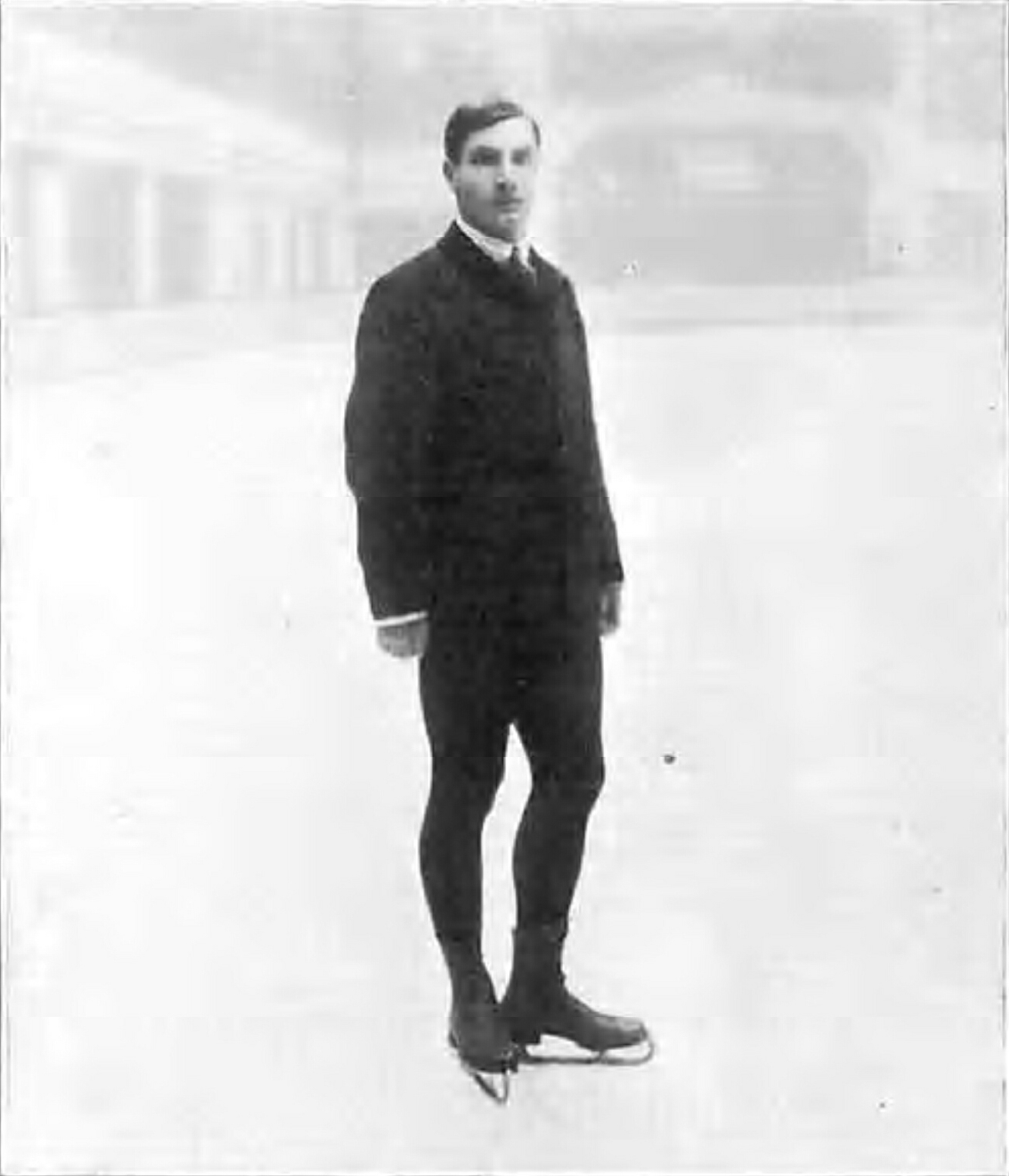
Ulrich Salchow aux Jeux olympiques d'été de 1908.

La première compétition multi-sports internationale de sports d'hiver est celle des Jeux nordiques, qui ont lieu en Suède en 1901. À l'origine organisés par le général Viktor Gustaf Balck, les Jeux nordiques ont aussi lieu en 1903 et en 1905, puis tous les quatre ans jusqu'en 1926. Balck est un des membres fondateurs du Comité international olympique (CIO) et un ami proche du rénovateur des Jeux olympiques Pierre de Coubertin. Il demande que des sports d'hiver, notamment le patinage artistique, soient ajoutés au programme olympique, mais cela échoue jusqu'aux Jeux olympiques d'été de 1908 à Londres au Royaume-Uni, les organisateurs des Jeux nordiques craignant cette concurrence. Quatre épreuves de patinage artistique y sont disputées et Ulrich Salchow (10 fois champion du monde) et Madge Syers remportent les titres individuels,.
Trois ans plus tard, le comte italien Eugenio Brunetta d'Usseaux propose que le CIO organise une semaine de sports d'hiver, incluse dans les Jeux olympiques d'été de 1912 à Stockholm en Suède. Les organisateurs s'opposent à cette idée car ils désirent protéger l'intégrité des Jeux nordiques et sont préoccupés par le manque d'installations pour les sports d'hiver,,. L'idée est ressuscitée pour les Jeux de 1916, qui devaient se tenir à Berlin en Allemagne. Une semaine de sports d'hiver incluant du patinage de vitesse, du patinage artistique, du hockey sur glace et du ski nordique est prévue, mais les Jeux de 1916 sont annulés après le déclenchement de la Première Guerre mondiale.
Les premiers Jeux après la guerre ont lieu à Anvers en Belgique et comprennent du patinage artistique et un tournoi de hockey sur glace. Lors du congrès du CIO ayant lieu l'année suivante, et avec la contribution au débat du prix Nobel de la Paix Philip J. Noel-Baker, il est décidé que la nation organisatrice des Jeux olympiques d'été de 1924, la France, serait l'hôte d'une « semaine internationale des sports d'hiver » séparée, sous le patronage du CIO. Chamonix est choisi pour accueillir cette « semaine » (en réalité 11 jours) d'épreuves. Ces Jeux s'avèrent être un succès, puisque plus de 250 athlètes de 16 nations participent à 16 épreuves et sont suivis par plus de 10 000 spectateurs. Les athlètes finlandais et norvégiens remportent 28 médailles, ce qui représente plus que l'ensemble des autres nations participantes. En 1925, le CIO décide de créer des Jeux olympiques d'hiver séparés et la semaine internationale des sports d'hiver de 1924 est rétroactivement désignée comme les premiers Jeux d'hiver,.
Saint-Moritz en Suisse est choisi par le CIO pour accueillir les seconds Jeux olympiques d'hiver en 1928. Les conditions météorologiques variables défient les organisateurs. La cérémonie d'ouverture a lieu dans un blizzard, tandis que les températures élevées sont à déplorer pendant toute la durée des Jeux. À cause de la météo, l'épreuve du 10 000 mètres en patinage de vitesse doit être abandonnée et officiellement annulée. Le temps n'est pas le seul aspect remarquable des Jeux de 1928, puisque la Norvégienne Sonja Henie marque l'histoire en remportant la compétition de patinage artistique à l'âge de 15 ans. Elle devient la plus jeune championne olympique de l'histoire, une distinction qu'elle conservera pendant 74 ans.
Les Jeux olympiques suivants sont les premiers à être organisés à l'extérieur de l'Europe. 17 nations et 252 athlètes y participent. Il y a moins de participants qu'en 1928 à cause de la longueur du voyage de l'Europe à Lake Placid, aux États-Unis, et de son coût élevé pour la plupart des concurrents, qui a peu d'argent au milieu de la Grande Dépression. Les athlètes concourent dans quatorze épreuves réparties en quatre sports. Il n'y a presque pas de chute de neige durant les deux mois précédant les Jeux jusqu'à la mi-janvier, quand la neige tombe assez pour organiser toutes les épreuves le mois suivant. Sonja Henie défend son titre olympique tandis qu'Edward Eagan, champion olympique de boxe en 1920, remporte l'or dans l'épreuve masculine de bobsleigh pour devenir le premier et l'unique olympien à ce jour[Quand ?] à avoir remporté des médailles d'or dans les Jeux olympiques d'hiver et d'été.
Les villes allemandes de Garmisch et Partenkirchen s'unissent pour organiser l'édition de 1936, qui a eu lieu du 6 au 16 février. C'est la dernière fois que les Jeux d'été et d'hiver ont lieu la même année dans le même pays. Le ski alpin fait ses débuts olympiques, mais les professeurs de ski sont privés de compétition, car ils sont considérés comme des professionnels. À cause de cette décision, les skieurs suisses et autrichiens refusent de participer aux Jeux.

### Seconde Guerre mondiale
La Seconde Guerre mondiale interrompt la célébration des Jeux olympiques d'hiver. Les Jeux de 1940 sont attribués à Sapporo au Japon, mais la décision est annulée en 1938 à cause de l'invasion japonaise de la Chine. Les Jeux sont déplacés à Garmisch-Partenkirchen, mais l'invasion allemande de la Pologne en 1939, qui précipite le début de la Seconde Guerre mondiale en Europe, force l'annulation des Jeux de 1940. En raison de la guerre en cours à ce moment-là, les Jeux de 1944, initialement prévus à Cortina d'Ampezzo en Italie, sont aussi annulés.

### De 1948 à 1960
Saint-Moritz est sélectionné pour accueillir les premiers Jeux de l'après-guerre en 1948. La neutralité de la Suisse protège la ville durant la Seconde Guerre mondiale et la plupart des sites sont en place depuis les Jeux de 1928, ce qui fait de Saint-Moritz un choix logique pour devenir la première ville à organiser les Jeux à deux reprises. Vingt-huit pays concourent en Suisse, mais les athlètes allemands et japonais ne sont pas invités. Les Jeux sont entachés par la controverse et le vol. Deux équipes américaines de hockey sur glace viennent aux Jeux, affirmant chacune être l'équipe nationale olympique légitime. Le drapeau olympique présenté aux Jeux olympiques d'été de 1920 à Anvers est volé comme son remplaçant. Il y a une parité sans précédent lors de ces Jeux puisque 10 pays remportent des médailles d'or, ce qui est un record.
La ville d'Oslo, en Norvège, est invitée à organiser les Jeux olympiques d'hiver de 1952. La flamme olympique est allumée dans le foyer du pionnier du ski Sondre Norheim et le relais de la torche est effectué par 94 participants entièrement sur skis,. Le bandy, sport populaire dans les pays nordiques, est présenté en tant que sport de démonstration, même si seules la Norvège, la Suède et la Finlande envoient des équipes. Les athlètes norvégiens remportent 17 médailles, ce qui dépasse toutes les autres nations. Ils sont menés par Hjalmar Andersen, qui remporte trois médailles d'or en quatre épreuves dans la compétition de patinage de vitesse.
N'ayant pas pu accueillir les Jeux en 1944, la ville de Cortina d'Ampezzo est sélectionnée pour organiser les Jeux olympiques d'hiver de 1956. Lors de la cérémonie d'ouverture, le dernier relayeur de la torche, Guido Caroli, entre dans le stade olympique sur des patins à glace. Alors qu'il patine dans le stade, son patin se prend dans un câble et il tombe, éteignant presque la flamme. Il est quand même capable de se relever et d'allumer la vasque. Ce sont les premiers Jeux d'hiver à être télévisés, même si les droits de télévision ne sont vendus qu'à partir des Jeux olympiques d'hiver de 1960 à Squaw Valley. Les Jeux de Cortina sont utilisés pour tester la faisabilité de la retransmission télévisée des grands évènements sportifs. L'Union soviétique fait ses débuts olympiques et a un impact immédiat sur les Jeux, puisqu'elle gagne plus de médailles que les autres nations. Le skieur alpin Chiharu Igaya remporte la première médaille aux Jeux d'hiver pour le Japon et l'Asie en se plaçant à la seconde place du slalom.
Le CIO attribue les Jeux de 1960 à Squaw Valley, aux États-Unis. Étant donné le sous-développement de la station, il y a une ruée pour construire des infrastructures et des installations sportives dont une patinoire, une piste pour le patinage de vitesse et un tremplin de saut à ski,. Les cérémonies d'ouverture et de clôture sont produites par Walt Disney. Les Jeux de Squaw Valley ont un certain nombre de premières notables : ce sont les premiers Jeux à avoir un village olympique dédié ; c'est la première fois qu'un ordinateur est utilisé (avec la permission d'IBM) pour compiler les résultats ; et c'est la première fois qu'il y a des épreuves féminines de patinage de vitesse. Les épreuves de bobsleigh sont absentes pour la première et unique fois de l'histoire des Jeux d'hiver, car le comité d'organisation juge trop élevé le coût de construction d'une piste de bobsleigh.

### De 1964 à 1980

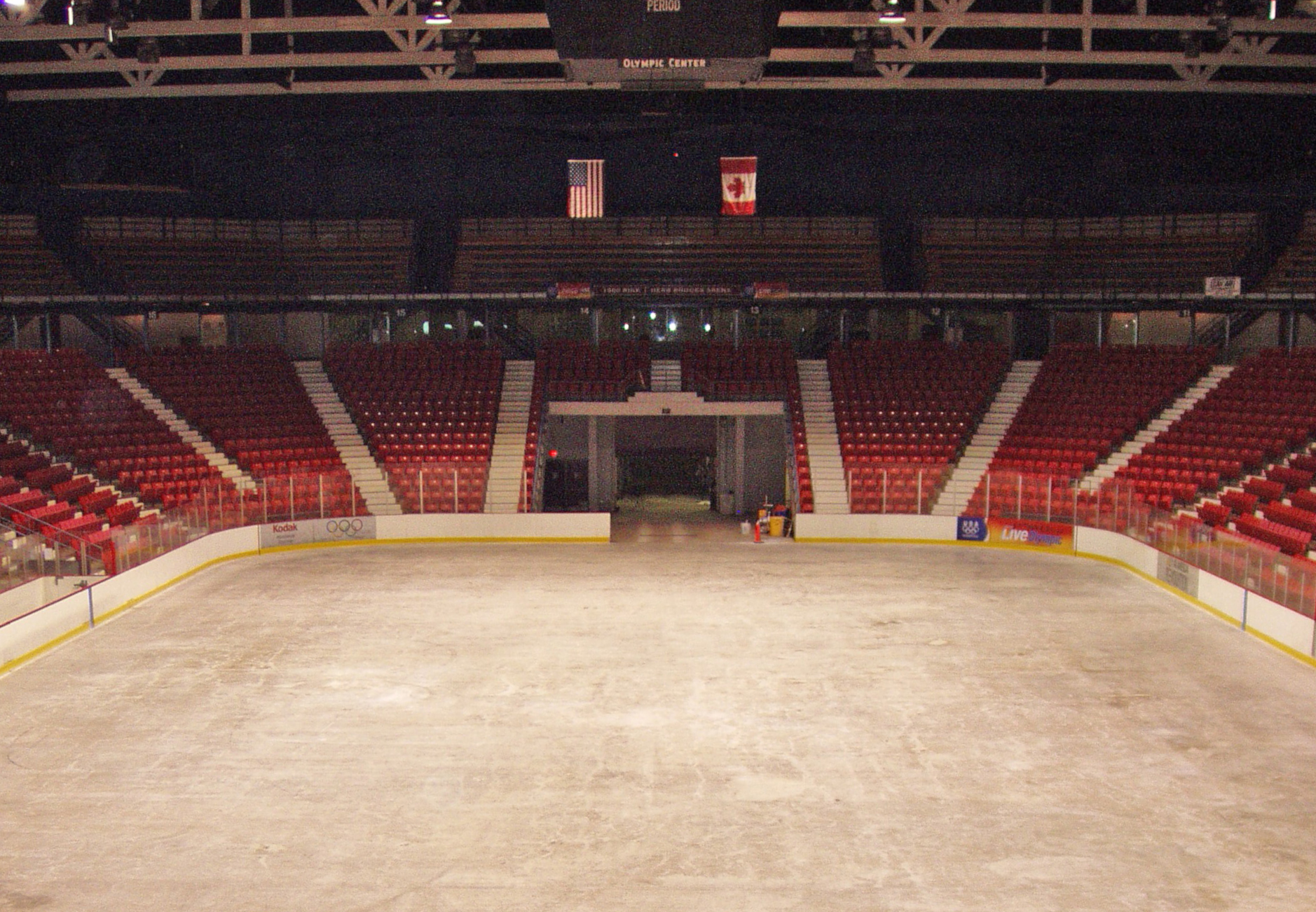
Le Herb Brooks Arena, site du miracle sur glace, photo prise en 2007.

La ville autrichienne d'Innsbruck est l'hôte des Jeux d'hiver en 1964. Même s'il s'agit d'une traditionnelle station de sports d'hiver, le beau temps cause une absence de neige durant les Jeux et l'armée autrichienne est demandée pour transporter de la neige et de la glace vers les sites sportifs. La Soviétique Lidia Skoblikova marque l'histoire en remportant les quatre épreuves de patinage de vitesse. Son total de six médailles d'or pendant sa carrière établit un record pour les athlètes des Jeux d'hiver. La luge est pour la première fois présente en 1964, bien que ce sport reçoive une mauvaise publicité quand un concurrent décède lors d'une course d'entraînement pré-olympique,.
Ayant lieu dans la ville française de Grenoble, les Jeux olympiques d'hiver de 1968 sont les premiers Jeux olympiques à être diffusés en couleur à travers le monde depuis le Stade olympique de Grenoble. 37 nations et 1 158 athlètes concourent dans 35 épreuves. Après l'Autrichien Toni Sailer en 1956, le Français Jean-Claude Killy devient le deuxième à remporter toutes les épreuves masculines de ski alpin d'une édition des Jeux. Le comité d'organisation vend les droits de télévision pour 2 millions de dollars, soit plus du double que pour les Jeux d'Innsbruck. Les sites, répartis sur de longues distances, nécessitent trois villages des athlètes. Les organisateurs prétendent que c'est obligatoire pour s'adapter aux progrès technologiques. Les critiques contestent ceci en alléguant que cette disposition est nécessaire pour fournir les meilleurs sites possibles aux chaînes de télévision, au détriment des athlètes. Ces jeux sont également l'occasion de voir l'utilisation des premiers tests de féminité sur des athlètes olympiques, ainsi que l'apparition de la première mascotte non officielle de l'histoire des Jeux olympiques, Schuss le skieur.
Les Jeux d'hiver de 1972, qui ont lieu à Sapporo au Japon, sont les premiers à être organisés en dehors de l'Amérique du Nord et de l'Europe. La question du professionnalisme est devenue litigieuse durant les Jeux de Sapporo. Trois jours avant les Jeux, le président du CIO Avery Brundage menace d'interdire à un certain nombre de skieurs alpins de participer parce qu'ils ont pris part à un camp de ski à Mammoth Mountain aux États-Unis. Brundage estime en effet que les skieurs ont profité financièrement de leur statut d'athlète et n'étaient donc plus amateurs. Finalement, seul l'Autrichien Karl Schranz, qui gagne plus d'argent que tous les autres skieurs, n'est pas autorisé à concourir. Le Canada n'envoie pas d'équipes aux tournois de hockey sur glace en 1972 et en 1976 pour protester contre l'interdiction d'utiliser des joueurs de leurs ligues professionnelles, alors que les Soviétiques sont autorisés à le faire. Le skieur Francisco Ochoa devient le seul espagnol à remporter une médaille d'or aux Jeux d'hiver en triomphant dans le slalom.
Les Jeux olympiques d'hiver de 1976 sont décernés à Denver aux États-Unis, mais en 1972, les électeurs de la ville adoptent un référendum pour refuser d'accueillir les Jeux. La ville d'Innsbruck, qui avait conservé les infrastructures des Jeux de 1964, est choisie pour remplacer Denver. Deux flammes olympiques sont allumées, car c'est la seconde fois que la ville autrichienne accueille les Jeux. Les Jeux de 1976 comprennent la première piste de bobsleigh et de luge combinée près d'Igls. L'Union soviétique remporte sa quatrième médaille d'or consécutive en hockey sur glace. C'est aussi lors de ces Jeux qu’apparaît la première mascotte officielle aux Jeux d'hiver : le bonhomme de neige Schneemann.
En 1980, les Jeux retournent à Lake Placid, qui a déjà accueilli ceux de 1932. Le premier boycott aux Jeux d'hiver survient lors des Jeux de 1980 quand Taïwan refuse de participer après qu'un décret du CIO a obligé le pays à changer son nom et son hymne national. Le CIO tente de s'adapter à la Chine, qui souhaite participer en utilisant le même nom et le même hymne que Taïwan. Le patineur de vitesse américain Eric Heiden bat un record du monde ou olympique lors de chacune des cinq épreuves auxquelles il participe. Hanni Wenzel remporte le slalom et le slalom géant et son pays, le Liechtenstein, devient la plus petite nation à avoir un ou une médaillé d'or olympique. Lors du « Miracle sur glace », l'équipe américaine de hockey sur glace bat les favoris soviétiques et remporte par la suite la médaille d'or.

### De 1984 à 1998
Les villes de Sapporo, au Japon, et de Göteborg, en Suède, sont favorites pour accueillir les Jeux olympiques d'hiver de 1984. C'est donc une surprise quand celle de Sarajevo, en Yougoslavie, est sélectionnée pour être l'hôte des Jeux. Ces Jeux sont bien organisés et ne montrent aucune indication de la guerre qui allait bientôt embraser le pays. Un total de 49 nations et 1 272 athlètes participe à 39 épreuves. La nation hôte, la Yougoslavie, remporte sa première médaille olympique aux Jeux d'hiver quand le skieur alpin Jure Franko gagne l'argent dans le slalom géant. L'autre point fort sportif de ces Jeux est la danse libre des danseurs sur glace britanniques Jayne Torvill et Christopher Dean. Leur interprétation du Boléro de Ravel permet au couple de remporter la médaille d'or après avoir obtenu à l'unanimité des scores parfaits pour l'impression artistique.
En 1988, la ville canadienne de Calgary organise les premiers Jeux d'hiver qui s'étendent sur 16 jours. De nouvelles épreuves sont ajoutées en saut à ski et en patinage de vitesse, tandis que les futurs sports olympiques que sont le curling, le patinage de vitesse sur piste courte et le ski acrobatique font leurs apparitions en tant que sports de démonstration. Pour la première fois, les épreuves de patinage de vitesse ont lieu à l'intérieur, dans l'Olympic Oval. La patineuse néerlandaise Yvonne van Gennip remporte trois médailles d'or et établit deux records du monde en battant l'équipe est-allemande, favorite dans chaque course. Son total de médailles est égalé par le sauteur à ski finlandais Matti Nykänen, qui remporte les trois épreuves de son sport. Alberto Tomba, skieur italien, fait ses débuts olympiques en remportant le slalom géant et le slalom. L'Est-allemande Christa Rothenburger gagne l'épreuve du 1 000 mètres féminin en patinage de vitesse. Sept mois plus tard, elle remporte une médaille d'argent en cyclisme sur piste lors des Jeux d'été à Séoul pour devenir la première et unique athlète à remporter des médailles lors des Jeux d'hiver et des Jeux d'été la même année.

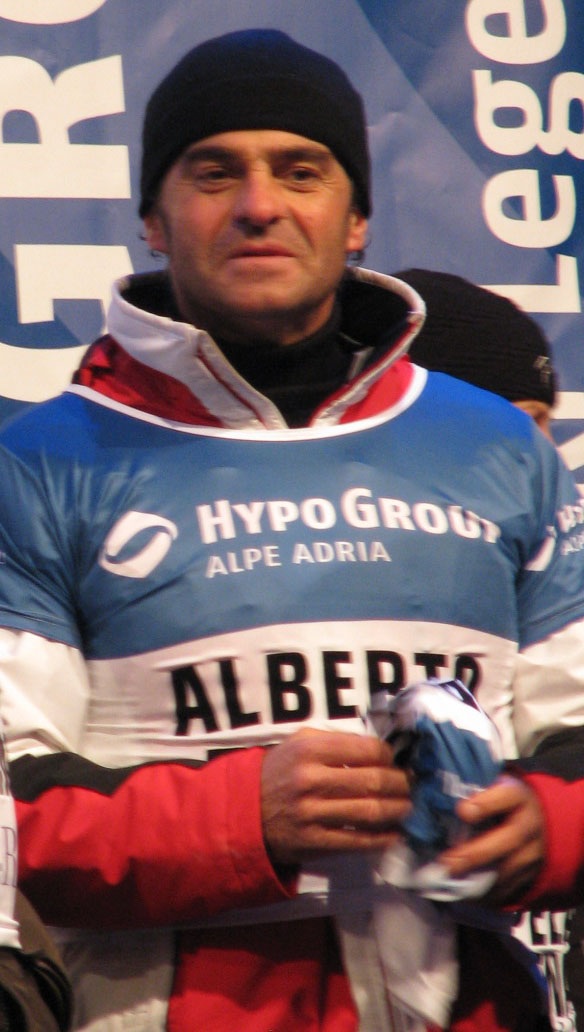
Alberto Tomba, vainqueur de cinq médailles olympiques à Calgary, Albertville et Lillehammer.

Les Jeux de 1992 sont les derniers à avoir lieu la même année que les Jeux d'été. Ils sont organisés à Albertville, en France, bien que seulement 18 épreuves sur 57 aient lieu dans la ville en elle-même. Les autres épreuves sont réparties dans le reste de la Savoie. Les changements politiques de l'époque se reflètent dans les équipes olympiques qui participent aux Jeux en France : ce sont les premiers à avoir lieu depuis la chute du communisme et le démantèlement du mur de Berlin et l'Allemagne participe comme une nation unie pour la première fois depuis les Jeux de 1964. Également, deux des anciennes républiques yougoslaves que sont la Croatie et la Slovénie font leurs débuts comme nations indépendantes, tandis que la plupart des anciennes républiques soviétiques participe encore dans une seule équipe désignée comme l'équipe unifiée, mais les Pays baltes participent comme nation indépendante pour la première fois depuis la Seconde Guerre mondiale. À 16 ans, le sauteur à ski finlandais Toni Nieminen marque l'histoire en devenant le plus jeune champion olympique masculin lors des Jeux d'hiver. La skieuse néo-zélandaise Annelise Coberger devient la première médaillée de l'hémisphère sud aux Jeux d'hiver en remportant une médaille d'argent dans le slalom féminin.
En 1986, le CIO décide de séparer les Jeux d'été et d'hiver et les place en alternance durant les années paires. Ce changement entre en vigueur lors des Jeux de 1994, organisés à Lillehammer en Norvège, qui deviennent les premiers Jeux d'hiver à avoir lieu séparément des Jeux d'été. Après la division de la Tchécoslovaquie en 1993, la République tchèque et la Slovaquie font leurs débuts olympiques. La compétition féminine de patinage artistique retient l'attention des médias quand la patineuse américaine Nancy Kerrigan est blessée le 6 janvier 1994 lors d'une agression organisée par l'ex-mari de son adversaire Tonya Harding. Les deux patineuses participent aux Jeux mais la médaille d'or est remportée par Oksana Baiul. Elle devient la première championne olympique ukrainienne,. Le patineur de vitesse norvégien Johann Olav Koss remporte trois médailles d'or et établit deux records olympiques et un record du monde.
Les Jeux olympiques d'hiver de 1998 ont lieu dans la ville japonaise de Nagano et sont les premiers Jeux à accueillir plus de 2 000 athlètes. Le tournoi masculin de hockey sur glace est ouvert aux professionnels pour la première fois. Le Canada et les États-Unis, avec leurs nombreux joueurs de la LNH, sont les favoris. Pour la première fois de son histoire, la République tchèque domine la compétition et le pays remporte sa première médaille d'or aux Jeux d'hiver. Le hockey sur glace féminin fait ses débuts et les États-Unis remportent la médaille d'or. Le Norvégien Bjørn Dæhlie remporte trois médailles d'or en ski de fond. Il devient l'athlète le plus décoré de l'histoire des Jeux d'hiver avec douze médailles, dont huit en or. Le skieur alpin autrichien Hermann Maier chute pendant la descente et remporte ensuite le super G et le slalom géant. Une vague de records du monde est battue en patinage de vitesse grâce à l'introduction des patins clap.

### De 2002 à 2022

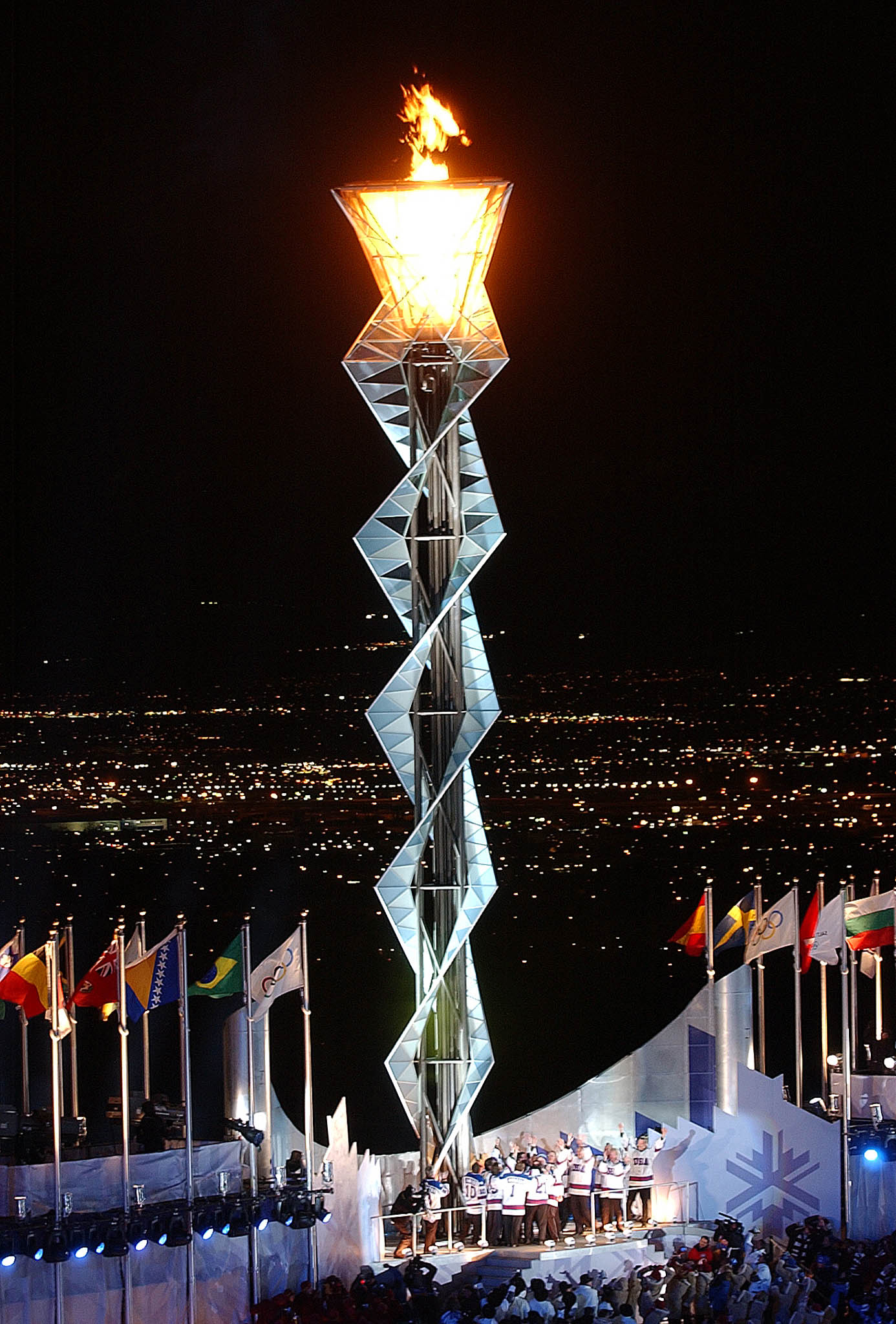
La flamme olympique durant la cérémonie d'ouverture des Jeux de 2002 à Salt Lake City.

Les 19e Jeux olympiques d'hiver ont lieu à Salt Lake City aux États-Unis et accueillent 2 399 athlètes de 77 nations qui participent à 78 épreuves réparties en 7 sports. L'Allemand Georg Hackl remporte une médaille d'argent en luge, devenant le premier athlète dans l'histoire olympique à remporter des médailles dans la même épreuve individuelle lors de cinq éditions consécutives des Jeux. Le Canada réalise un doublé sans précédent en remportant les médailles d'or des compétitions masculines et féminines en hockey sur glace. Ce pays se brouille avec la Russie lors d'une controverse qui implique le jugement de la compétition de patinage artistique en couple. La paire russe composée de Yelena Berezhnaya et Anton Sikharulidze concourt contre les Canadiens Jamie Salé et David Pelletier pour la médaille d'or. Les Canadiens semblent avoir suffisamment bien patiné pour gagner la compétition, mais les Russes remportent l'or. Les juges votent selon les zones de la Guerre froide : ceux des anciens pays communistes préfèrent la paire russe et ceux des nations démocratiques votent pour les Canadiens. La seule exception est la juge française Marie-Reine Le Gougne qui décerne l'or aux Russes. Une enquête révèle qu'elle a subi des pressions pour donner l'or à la paire russe quelle que soit la façon dont ils patinent ; en retour, la juge russe donnerait des notes favorables aux participants français dans la compétition de danse sur glace. Le CIO décide de décerner aux deux paires la médaille d'or lors d'une seconde cérémonie de médaille qui a eu lieu plus tard dans les Jeux. L'Australien Steven Bradbury devient le premier médaillé d'or de l'hémisphère sud en remportant l'épreuve du 1 000 mètres en patinage de vitesse sur piste courte.
La ville italienne de Turin organise les Jeux olympiques d'hiver de 2006. C'est la seconde fois que l'Italie organise les Jeux olympiques d'hiver, après ceux de 1956. Les athlètes sud-coréens remportent 10 médailles dont 6 en or dans les épreuves de patinage de vitesse sur piste courte. Jin Sun-yu gagne trois médailles d'or tandis que son coéquipier Ahn Hyun-soo obtient trois médailles d'or et une de bronze. Dans le sprint féminin par équipe en ski de fond, la Canadienne Sara Renner casse un de ses bâtons, et en la voyant affronter cette situation, l'entraîneur norvégien Bjørnar Håkensmoen décide de lui en prêter un. Grâce à cette aide, elle peut aider son équipe à gagner une médaille d'argent dans cette épreuve au détriment de l'équipe norvégienne, qui termine à la quatrième place,. L'Allemande Claudia Pechstein devient la première patineuse de vitesse à remporter neuf médailles dans sa carrière. En février 2009, Pechstein est testée positive pour une « manipulation du sang » et reçoit une suspension de deux ans, dont elle fait appel. Le tribunal arbitral du sport confirme cette suspension, mais un tribunal suisse juge qu'elle peut concourir pour une place dans l'équipe olympique allemande de 2010. Cette décision est portée devant le tribunal fédéral suisse, qui infirme la décision du tribunal de première instance et l'empêche de participer à Vancouver.

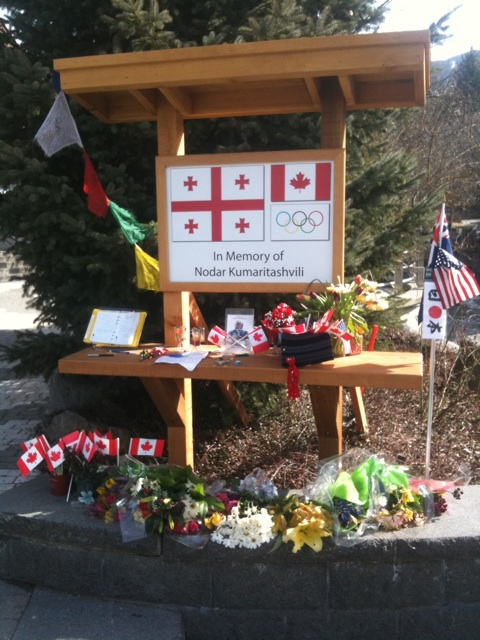
Un mémorial pour Nodar Kumaritashvili à Whistler, photographié le 20 mars 2010.

En 2003, le CIO décerne les Jeux olympiques d'hiver de 2010 à Vancouver, permettant ainsi au Canada d'accueillir ses seconds Jeux olympiques d'hiver après ceux de 1988. Avec une population de plus de 2,5 millions de personnes, c'est la plus grande agglomération à organiser les Jeux d'hiver. Plus de 80 pays et 2 500 athlètes participent à 86 épreuves. Le décès du lugeur géorgien Nodar Kumaritashvili lors d'un entraînement le jour de la cérémonie d'ouverture endeuille les Jeux. Son décès force les officiels du Centre des sports de glisse de Whistler à changer la piste pour la rendre plus sûre. La Norvégienne Marit Bjørgen remporte cinq médailles au cours des six épreuves féminines de ski de fond. Elle finit les Jeux avec trois médailles d'or, une d'argent et une de bronze. Les Jeux de Vancouver sont marqués par les mauvaises performances des athlètes russes. De leurs premiers Jeux d'hiver en 1956 aux Jeux de 2006, une délégation soviétique ou russe n'avait jamais été en dehors du top cinq du tableau des médailles. En 2010, ils finissent à la sixième place du classement du total des médailles et à la onzième place de celui des médailles d'or. Le président Dmitri Medvedev appelle à la démission des responsables sportifs de haut niveau immédiatement après les Jeux. Le succès des pays asiatiques est en contraste frappant avec les mauvais résultats des athlètes russes. Vancouver marque un point culminant des médailles remportées par ces pays. En 1992, ils remportent quinze médailles, dont trois en or. À Vancouver, le nombre de médailles décernées aux athlètes asiatiques passe à trente-et-un, dont onze en or. La montée des nations asiatiques dans les sports des Jeux d'hiver est due en partie au développement des programmes de sports d'hiver et à l'intérêt pour ces sports dans des pays comme la Corée du Sud, le Japon ou la Chine,.
Le choix de la ville hôte des Jeux olympiques d'hiver de 2014 est fait le 4 juillet 2007. Sotchi, en Russie, est élue devant les deux autres finalistes : Salzbourg en Autriche et PyeongChang en Corée du Sud. C'est la première fois que la Russie organise les Jeux olympiques d'hiver. Ces Jeux sont les plus chers de l'histoire, été et hiver confondus : ils coûtent environ 50 milliards de dollars américains, soit huit fois plus que ceux de Vancouver quatre ans plus tôt. La majorité des sites et des infrastructures doivent en effet être construits à l'occasion des Jeux, la région étant très peu développée auparavant. Le village olympique et le stade olympique sont situés sur la côte de la mer Noire alors que tous les sites de montagne sont à 50 kilomètres de Sotchi, dans la région montagneuse connue sous le nom de Krasnaïa Poliana. Au niveau sportif, les Jeux de Sotchi sont marqués par la domination historique des Pays-Bas en patinage de vitesse. Les patineurs néerlandais remportent en effet 23 médailles sur 36 possibles, un record, et réalisent quatre triplés. Le biathlète norvégien Ole Einar Bjørndalen, double médaillé d'or à Sotchi, porte son total à treize médailles olympiques dont huit d'or. Il devient ainsi l'athlète le plus médaillé de l'histoire des Jeux d'hiver en dépassant les douze médailles de son compatriote fondeur Bjørn Dæhlie. Ahn Hyun-soo, appelé Viktor Ahn depuis qu'il représente la Russie après avoir été mis à l'écart par la fédération sud-coréenne, répète sa performance de 2006. Il remporte à nouveau quatre médailles dont trois d'or lors des épreuves de patinage de vitesse sur piste courte.
Le 6 juillet 2011, PyeongChang en Corée du Sud est préférée à Munich (Allemagne) et Annecy (France) pour accueillir les Jeux olympiques d'hiver de 2018. C'est la première fois que le pays organise les Jeux d'hiver, et la deuxième fois que les Jeux olympiques y ont lieu après les Jeux d'été de 1988 à Séoul. Le stade olympique et certains des sites de compétitions se trouvent dans la station d'Alpensia, alors que d'autres épreuves ont lieu dans la ville côtière de Gangneung. Malgré des relations tendues avec le Sud, la Corée du Nord accepte de participer aux Jeux, de défiler avec la Corée du Sud lors de la cérémonie d'ouverture et de présenter une équipe unifiée au tournoi féminin de hockey sur glace. Les mois menant aux Jeux sont également marqués par le scandale du dopage organisé en Russie. Le Comité international olympique suspend le Comité olympique russe de ces Jeux ; des athlètes russes individuels, qui se sont qualifiés et ont pu démontrer qu'ils ont respecté les règles en matière de dopage, peuvent cependant participer aux Jeux en tant qu'« Athlètes olympiques de Russie » (OAR). Plusieurs épreuves font leur apparition aux Jeux olympiques : le big air en snowboard, le double mixte en curling, le mass start en patinage de vitesse et le slalom parallèle par équipes en ski alpin. Les Pays-Bas dominent à nouveau les épreuves de patinage de vitesse : ils remportent sept des dix médailles individuelles. La Norvège est la meilleure nation en ski de fond ; Marit Bjørgen gagne cinq médailles et porte son total à quinze, ce qui est un record pour les Jeux d'hiver. Le Japonais Noriaki Kasai devient quant à lui le premier athlète à participer à huit éditions des Jeux d'hiver et la Tchèque Ester Ledecká, championne olympique en ski alpin et en snowboard, est la première femme à remporter des médailles dans deux disciplines différentes lors des mêmes Jeux d'hiver. La Norvège domine le classement final avec 39 médailles, ce qui est un record pour les Jeux d'hiver, devant l'Allemagne et le Canada. La Corée du Sud bat son record des Jeux d'hiver en remportant 17 médailles,.
Le 31 juillet 2015, l'organisation des Jeux d'hiver de 2022 est attribuée à Pékin lors de la 128e session du Comité international olympique. La seule autre ville candidate était Almaty au Kazakhstan. Pékin est devenue la première ville à avoir accueilli les Jeux d'été et les Jeux d'hiver.

### Dans le futur
Milan et Cortina d'Ampezzo sont quant à elles choisies pour organiser les Jeux olympiques d'hiver de 2026 le 24 juin 2019 à Lausanne, lors de la 134e session du Comité international olympique. La seule autre candidature était celle de Stockholm et Åre en Suède.

## Controverses

### Élection de la ville hôte

Juan Antonio Samaranch, ancien président du CIO, est impliqué dans le scandale des candidatures des Jeux olympiques d'hiver de 2002.

Le processus d'attribution des Jeux à une ville est scruté après que Salt Lake City a reçu le droit d'accueillir les Jeux de 2002. Peu après l'annonce de la ville hôte, il est découvert que les organisateurs sont engagés dans un schéma de corruption élaboré pour s'attirer les faveurs des responsables du CIO. Des cadeaux et d'autres considérations financières sont donnés à ceux qui évaluent et votent pour la candidature de Salt Lake City. Ces cadeaux incluent un traitement médical pour des proches, une bourse d'études pour le fils d'un membre et une transaction foncière dans l'Utah. Même le président du CIO Juan Antonio Samaranch reçoit deux fusils évalués à 2 000 dollars. Samaranch défend ce cadeau comme sans importance puisque, en tant que président, il est un membre non votant. L'enquête subséquente révèle des incohérences dans les candidatures pour chaque Jeux (été et hiver) depuis 1988. Par exemple, les cadeaux reçus par les membres du CIO de la part du comité d'organisation japonais lors de la candidature de Nagano pour les Jeux olympiques d'hiver de 1998 sont décrits par la commission d'enquête comme « astronomiques ». Bien que rien de strictement illégal n'ait été fait, le CIO craint que les sponsors perdent foi en l'intégrité du processus et que la marque olympique soit ternie au point que les annonceurs commencent à retirer leur soutien. L'enquête aboutit à l’expulsion de 10 membres du CIO et à la sanction de 10 autres. De nouveaux termes et des limites d'âge sont établis pour les membres du CIO et 15 anciens athlètes olympiques sont ajoutés au comité. Des règles plus strictes pour les futures candidatures sont imposées, avec des plafonds sur la valeur des cadeaux que les membres du CIO pourraient accepter des villes candidates,,.

### Dopage
En 1967, le CIO commence à adopter des protocoles de dépistage des produits dopants. Il commence par effectuer des tests au hasard sur des athlètes lors des Jeux olympiques d'hiver de 1968. Le premier athlète des Jeux d'hiver à être testé positif pour une substance interdite est Alois Schloder, un joueur de hockey ouest-allemand, mais son équipe est toujours autorisée à concourir. Durant les années 1970, les tests en dehors des compétitions sont intensifiés, car ils dissuadent les athlètes d'utiliser des produits dopants. Le problème des tests effectués à cette époque est le manque de standardisation des procédures, qui porte atteinte à leur crédibilité. Il faut attendre la fin des années 1980 pour que les fédérations sportives internationales commencent à coordonner leurs efforts pour standardiser les protocoles de dépistage des produits dopants. Le CIO prend les devants dans la lutte contre les stéroïdes lorsqu'il crée une Agence mondiale antidopage (AMA) indépendante en novembre 1999,. Cette lutte antidopage se ressent dès les Jeux de 2002 à Salt Lake City où le fondeur espagnol Johann Mühlegg et la fondeuse russe Larisa Lazutina, tous deux multi-médaillés, sont exclus des Jeux et, par la suite, perdent leurs médailles en raison de tests antidopage positifs.
Les Jeux olympiques d'hiver de 2006 à Turin deviennent notables par un scandale impliquant une tendance émergente du dopage sanguin, l'utilisation de transfusions sanguines ou d'hormones synthétiques comme l'érythropoïétine (EPO) pour améliorer le flux d'oxygène et donc réduire la fatigue. La police italienne effectue une descente dans la résidence de l'équipe de ski de fond autrichienne pendant les Jeux où ils saisissent des échantillons et des équipements pour le dopage sanguin. Cet évènement suit la suspension avant les Jeux olympiques de 12 fondeurs testés à des niveaux inhabituellement élevés d'hémoglobine, ce qui témoigne d'un dopage sanguin.
En novembre et décembre 2017, à la suite de la mise au jour du système institutionnel de dopage en Russie s'étalant de 2011 à 2015 et concernant plus particulièrement les Jeux olympiques d'hiver de 2014 s’étant déroulés à Sotchi en Russie, le Comité international olympique disqualifie quarante-trois sportifs de l'équipe russe ayant concouru à Sotchi et lui retire treize médailles dont quatre en or (chiffres au 11 janvier 2018). Autre conséquence directe, le Comité olympique russe, et donc la Russie en tant que nation participante, est suspendu des Jeux olympiques d'hiver de PyeongChang 2018, ses athlètes étant toutefois autorisés à y participer sous drapeau olympique et sous certaines conditions.

### Commercialisation
Avery Brundage, en tant que président du CIO entre 1952 et 1972, rejette toutes les tentatives de lier les Jeux olympiques à des intérêts commerciaux, car il estime que le mouvement olympique doit être complètement séparé de l'influence financière. Les Jeux olympiques d'hiver de 1960 marquent le début du sponsoring des Jeux par des entreprises. Malgré une résistance ardue de Brundage, la commercialisation des Jeux durant les années 1960 et les revenus générés par le sponsoring des entreprises grossissent les coffres du CIO. Lors des Jeux de Grenoble, Brundage devient tellement préoccupé par la direction des Jeux olympiques d'hiver vers la commercialisation que si elle ne pouvait pas être corrigée, il sentait que les Jeux olympiques d'hiver devraient être abolis. Sa résistance à cette source de revenus signifie que le CIO est incapable de gagner une part de la manne financière qui provient des villes hôtes et n'a aucun contrôle sur la structuration des contrats de sponsoring. Lorsque Brundage part à la retraite, le CIO a 2 millions de dollars en actifs tandis que huit années plus tard, ses comptes passent à 45 millions de dollars. Cela est dû à un changement d'idéologie chez les membres du CIO pour l'expansion des Jeux grâce au sponsoring des sociétés et la vente des droits de télévision.
Les préoccupations de Brundage s'avèrent prophétiques. Le CIO facture de plus en plus les droits de télévision à chaque Jeux successifs. De 50 000 dollars payés par le diffuseur américain CBS en 1960, les droits de diffusion totaux passent à 940 000 dollars en 1964, 20,73 millions en 1980, 102,68 millions en 1984 et 324,9 millions en 1988. Les recettes sont de 513,49 millions en 1998, de 738 millions en 2002 et de 831 millions en 2006. La diffusion des Jeux de Vancouver en 2010 coûte à NBC 820 millions de dollars. La part des droits pour les États-Unis varie d'environ 80 % du total dans les années 1980 à environ 50 % en 2010. Ces revenus sont destinés actuellement à 49 % au comité d'organisation des Jeux et à 51 % au CIO, aux comités nationaux et aux fédérations sportives internationales. Plus les chaînes de télévision paient pour diffuser les Jeux, plus grand est leur pouvoir de persuasion avec le CIO,. Par exemple, le lobby de la télévision influence le programme olympique en dictant quand les finales des épreuves doivent avoir lieu afin qu'elles soient diffusées en première partie de soirée pour les téléspectateurs. Il fait pression sur le CIO pour inclure de nouvelles épreuves, comme le snowboard, pour attirer un public plus important devant la télévision. Cela stimule les audiences, qui étaient en lente diminution jusqu'aux Jeux de 2010,.
En 1986, le CIO décide d'échelonner les Jeux d'hiver et d'été. Au lieu de se tenir dans la même année civile, le comité décide de les alterner tous les deux ans, bien que les Jeux d'hiver et d'été aient encore lieu sur un cycle de quatre ans. Il est décidé que 1992 serait la dernière année durant laquelle se déroulent les Jeux olympiques d'été et d'hiver. Il y a deux raisons à ce changement : la première est le désir du lobby de la télévision de maximiser les recettes publicitaires, car il est difficile de vendre du temps publicitaire pour deux Jeux dans la même année ; la seconde est le désir du CIO de gagner plus de contrôle sur les revenus générés par les Jeux. Il est décidé qu'avec l'échelonnement des Jeux, il serait plus facile pour les sociétés de sponsoriser chaque édition des Jeux olympiques, ce qui permettrait de maximiser les revenus potentiels. Le CIO cherche à négocier directement les contrats de sponsoring afin qu'il ait plus de contrôle sur la « marque » olympique. Les premiers Jeux olympiques d'hiver à être organisés dans ce nouveau format sont les Jeux de 1994 à Lillehammer.

## Politique

### Guerre froide
Les Jeux olympiques d'hiver sont une façade idéologique pendant la Guerre froide à partir de la première participation de l'Union soviétique, lors des Jeux d'hiver de 1956. Il ne faut pas longtemps pour que les combattants de la Guerre froide découvrent que les Jeux olympiques pourraient être un outil de propagande puissant. Les politiques soviétiques et américains utilisent les Jeux comme une occasion de prouver la supériorité de leurs systèmes politiques respectifs. Les athlètes soviétiques qui réussissent sont fêtés et honorés. Irina Rodnina, triple championne olympique en patinage artistique, se voit décerner l'Ordre de Lénine après sa victoire aux Jeux olympiques d'hiver de 1976 à Innsbruck. Les athlètes soviétiques qui remportent des médailles d'or peuvent s'attendre à recevoir entre 4 000 et 8 000 dollars selon le prestige de leur sport. Un record du monde vaut une somme supplémentaire de 1 500 dollars. En 1978, le congrès américain réagit à ces mesures en adoptant une loi qui réorganise l'United States Olympic Committee. Il approuve également des récompenses financières aux athlètes médaillés.
La Guerre froide crée des tensions entre les pays alliés des deux superpuissances. Les relations tendues entre l'Allemagne de l'Ouest et de l'Est créent une situation politique difficile pour le CIO. À cause de son rôle dans la Seconde Guerre mondiale, l'Allemagne n'est pas admise à concourir aux Jeux olympiques d'hiver de 1948. En 1950, le CIO reconnaît le comité olympique ouest-allemand et invite l'Allemagne de l'Ouest et de l'Est à participer dans une équipe unifiée aux Jeux olympiques d'hiver de 1952. L'Allemagne de l'Est décline l'invitation et cherche plutôt une légitimé internationale distincte de l'Allemagne de l'Ouest. En 1955, l'Union soviétique reconnaît l'Allemagne de l'Est comme un État souverain, donnant ainsi plus de crédibilité à la campagne de ce pays pour devenir un participant indépendant aux Jeux. Le CIO accepte de tolérer provisoirement le comité national olympique est-allemand à la condition que l'Allemagne de l'Est et de l'Ouest participent dans une seule équipe : l'équipe unifiée d'Allemagne. La situation devient fragile quand le mur de Berlin est construit en 1962 et les nations occidentales commencent à refuser les visas des athlètes est-allemands. Le compromis précaire d'une équipe unifiée continue jusqu'aux Jeux de Grenoble en 1968, quand le CIO divise officiellement les équipes et menace de rejeter les candidatures de villes des pays qui refusent des visas d'entrée pour les athlètes est-allemands.

### Boycott
Les Jeux olympiques d'hiver ne subissent qu'un seul boycott d'une équipe nationale quand Taïwan décide de ne pas participer aux Jeux olympiques d'hiver de 1980, qui ont lieu à Lake Placid. Avant les Jeux, le CIO accepte que la Chine participe aux Jeux olympiques pour la première fois depuis 1952. La Chine reçoit l'autorisation de participer en tant que « république populaire de Chine » (RPC) et d'utiliser le drapeau et l'hymne de la RPC. Jusqu'en 1980, l'île de Taïwan concourait sous le nom « république de Chine » (RDC) en utilisant le drapeau et l'hymne de la RDC. Le CIO tente de faire participer les deux pays ensemble, mais quand cela s'avère impossible, il demande que Taïwan cesse de s'appeler la « république de Chine »,. Le CIO renomme l'île Taipei chinois et exige qu'elle adopte un drapeau et un hymne différents, des dispositions que Taïwan n'accepte pas. Malgré de nombreux appels et audiences, la décision du CIO reste inchangée. Quand les athlètes taïwanais arrivent au village olympique avec les cartes d'identité de la république de Chine, ils ne sont pas admis. Ils quittent ensuite les Jeux olympiques en signe de protestation juste avant la cérémonie d'ouverture. Taïwan retourne dans la compétition olympique lors des Jeux d'hiver de 1984 à Sarajevo en tant que Taipei chinois. Le pays accepte de concourir sous un drapeau portant l'emblème de son comité national olympique et de jouer l'hymne de son CNO si l'un de ses athlètes remporte une médaille d'or. L'accord est toujours en vigueur à ce jour[Quand ?].

## Aspects économiques

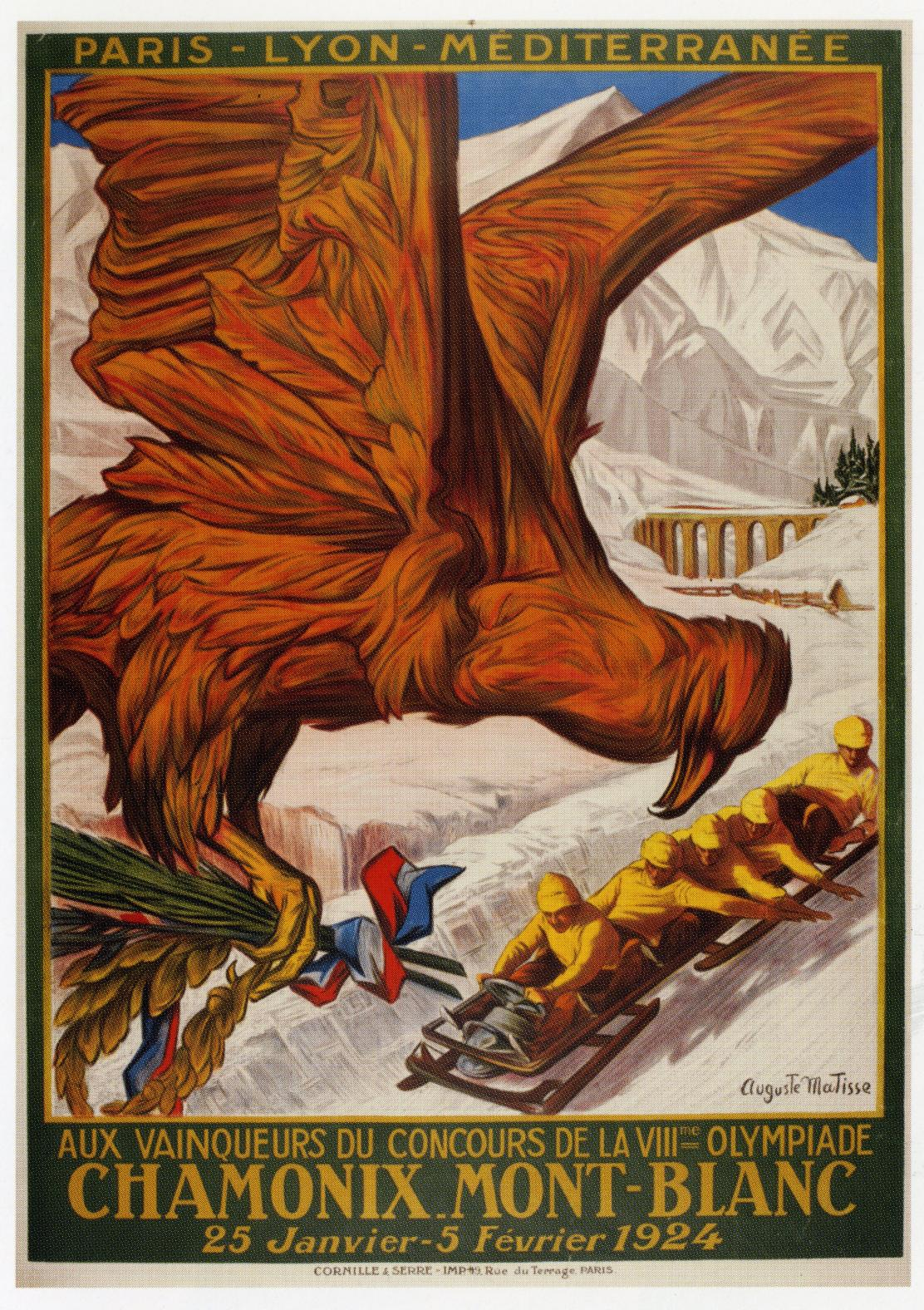
Poster des Jeux olympiques d'hiver de Chamonix en 1924.

Selon le CIO, la ville hôte est chargée d'« ... établir les fonctions et services pour tous les aspects des Jeux (planification des sports, sites, finances, technologie, hébergement, restauration, services aux médias, etc.), ainsi que les opérations durant les Jeux ». En raison du coût de l'organisation des Jeux olympiques, la plupart des villes hôtes ne réalisent jamais de profit sur leur investissement. Ce phénomène est connu sous le nom de la « malédiction du vainqueur ». Pendant la phase de sélection de la ville hôte, les villes ont tendance à surestimer la « valeur » des Jeux, c'est-à-dire ce que les Jeux rapportent. Elles prévoient de plus en plus d'investissements et surenchérissent. Le phénomène est caractérisé par des coûts plus élevés que les recettes, une augmentation du budget, en partie dû à l'inflation, à mesure que les Jeux approchent, des subventions publiques supplémentaires et un nombre de visiteurs étrangers moins élevé que prévu.
En 1924, un budget commun est établi pour les Jeux d'été à Paris et les Jeux d'hiver à Chamonix. Sur un budget total d'environ 15,5 millions de francs français, les subventions pour les Jeux d'hiver représentent environ 500 000 francs. Lors des Jeux de 1928 à Saint-Moritz, en Suisse, les dépenses sont de 706 000 francs suisses, dont la moitié pour les équipements sportifs. Les Jeux se terminent avec un solde négatif de 104 800 francs à la charge de la commune de Saint-Moritz et du club de ski Alpina St. Moritz. Les Jeux olympiques d'hiver de 1932, à Lake Placid, coûtent environ 1,2 million de dollars américains, dont plus de la moitié sont des subventions de l'État de New York. En 1952, la ville d'Oslo finance entièrement les Jeux. Les dépenses sont de 11 663 000 couronnes norvégiennes pour les sites olympiques et 2 688 000 couronnes pour le reste. Le solde positif de 1 494 000 couronnes est reversé en majeure partie à la ville d'Oslo, ainsi qu'au comité national olympique norvégien. Les Jeux de 1968, à Grenoble, coûtent 1,1 milliard de francs, dont les trois quarts sont financés par l'État français. Les Jeux de 1980 coûtent 179 millions de dollars, et ceux de 1984 coûtent 200 millions de dollars. Les Jeux de 1992, à Albertville, en France, coûtent 4,2 milliards de francs (640 millions d'euros), et se terminent avec un déficit de 280 millions de francs (42,7 millions d'euros). L'organisation des Jeux olympiques d'hiver de 1998 à Nagano au Japon coûte 12,5 milliards de dollars, alors qu'en comparaison celle des Jeux de Turin de 2006 coûte seulement 3,6 milliards de dollars. Les organisateurs affirment que le coût de l'expansion du service de train à grande vitesse entre Tokyo et Nagano est responsable du prix élevé à payer. Le comité organisateur espère que l'exposition des Jeux Olympiques et l'accès rapide de Nagano à Tokyo soient une aubaine pour l'économie locale pendant des années. L'économie de Nagano connaît une stimulation pendant les deux années suivant les Jeux, mais les effets à long terme ne se concrétisent pas. Les Jeux de 2010 coûtent 1,88 milliard de dollars canadiens, et le budget est respecté grâce aux subventions de la province de Colombie-Britannique et de l'État canadien. Les Jeux de 2014, organisés à Sotchi en Russie, coûtent 50 milliards de dollars américains. Ce sont les Jeux olympiques les plus chers de l'histoire, été et hiver confondus.
La possibilité d'une lourde dette, couplée avec des sites sportifs et des infrastructures inutilisés qui encombrent la collectivité locale avec des coûts d'entretien et aucune valeur pratique post-olympique, est un élément dissuasif pour les villes hôtes potentielles. Afin d'atténuer ces préoccupations, le CIO adopte plusieurs initiatives. D'abord, il accepte de financer une partie du budget de la ville hôte pour la tenue des Jeux. Deuxièmement, il limite les pays hôtes admissibles à ceux qui ont les ressources et les infrastructures nécessaires pour accueillir avec succès les Jeux olympiques sans nuire à la région ou la nation. Cela élimine une grande partie du monde en développement. Enfin, les villes candidates pour organiser les Jeux doivent ajouter un « plan d'héritage » à leur proposition. Cela nécessite des villes hôtes potentielles et du CIO de planifier les Jeux avec en vue l'impact économique à long terme et environnemental qu'aura leur organisation dans la région.

## Diffusion à la télévision
Les premiers Jeux d'hiver à être télévisés sont ceux d'hiver 1956, à Cortina d'Ampezzo, et des droits de diffusion sont vendus dès 1960. En 1994, les Jeux sont diffusés dans plus de 120 pays et territoires et pour la première fois en Afrique. Ce nombre monte à 180 pays et territoires en 1998. L'évènement est télévisé pour la première fois en Australie. 2,1 milliards de téléspectateurs de 160 pays regardent les Jeux de 2002. 1 000 heures de diffusion en direct sont proposées lors des Jeux de 2006. Pour la première fois, on peut suivre les Jeux en haute définition. Le nombre de téléspectateurs en 2010 est d'environ 1,8 milliard. Les Jeux sont alors diffusés dans plus de 220 pays et territoires par 235 diffuseurs et chaînes de télévision.

### Droits de diffusion aux États-Unis
Le montant acquitté par les réseaux de télévisions américaines, s'il demeure moins élevé que pour les jeux olympiques d'été, constitue une source importante de revenus pour la compétition. La première diffusion date de 1960 : CBS avait diffusé quelques extraits des Jeux olympiques de Squaw Valley aux États-Unis. La chaîne s'était acquittée de droits dérisoires s'élevant à 50 000 $. La popularité des Jeux olympiques d'hiver à la télévision américaine commence à s'étendre à partir des Jeux olympiques de Grenoble en 1968 grâce à l'importante couverture réalisée par le réseau ABC. Les droits télévisés des Jeux olympiques d'hiver explosent à l'occasion des Jeux de Calgary au Canada en 1988. Propulsés par une diffusion horaire favorable aux États-Unis, les droits acquittés par ABC sont multipliés par trois par rapport aux Jeux de 1984 qui se tenaient à Sarajevo. Les deux éditions suivantes qui se tiennent en Europe sont diffusées par CBS, les droits restent sous la barre des 300 millions d'euros et CBS parvient même à atteindre l'équilibre budgétaire pour les Jeux d'Albertville en 1992. L'inflation des droits de diffusion explose au cours des années 2000-2010 avec deux éditions organisées en Amérique du Nord (Salt Lake City en 2002 puis Vancouver en 2010). La chaîne NBC est le diffuseur exclusif des Jeux olympiques d'hiver aux États-Unis de façon ininterrompue depuis 2002.
| Droits de diffusion aux États-Unis, |                          |
| Le graphique qui aurait dû être présenté ici ne peut pas être affiché car il utilise l'ancienne extension Graph, désactivée pour des questions de sécurité. Des indications pour créer un nouveau graphique avec la nouvelle extension Chart sont disponibles ici . | Chaîne - ABC - CBS - NBC |

## Prédictions sur le nombre de médailles par pays
Plusieurs études statistiques sont effectuées sur les critères déterminant le nombre de médailles qu'un pays obtient lors des Jeux d'hiver. Par exemple, une étude de Wade Pfau essaie de prévoir le nombre de médailles par pays aux Jeux olympiques d'hiver de 2006, à Turin. Il utilise des critères tels que la population, le PIB par habitant, le fait d'être la nation hôte ou pas et le nombre de médailles aux Jeux précédents et sépare les pays en cinq groupes : les pays de l'ex-URSS, les pays scandinaves, les pays germaniques (Allemagne et Autriche), les pays alpins (Suisse, Italie et France) et les pays nord-américains. Pfau utilise ces critères pour définir une formule. Sa conclusion est que les meilleurs pays sont l'Allemagne, les États-Unis, la Norvège, l'Italie, l'Autriche et le Canada, avec respectivement 35, 31, 24, 20 19 et 17 médailles. Les résultats des Jeux montrent que les deux meilleurs pays sont effectivement l'Allemagne et les États-Unis, mais avec 29 et 25 médailles. En revanche, les pays suivants sont le Canada, l'Autriche et la Russie, qui obtiennent un meilleur résultat que la prédiction avec 24, 23 et 22 médailles. La Norvège, sixième avec 19 médailles, et l'Italie, dixième avec 11 médailles, réalisent un résultat inférieur aux prédictions.
Madeleine Andreff et Wladimir Andreff publient en 2011 une étude tentant de prévoir le nombre de médailles par pays aux Jeux olympiques d'hiver de 2014, à Sotchi. Ils définissent une méthode permettant de prévoir le nombre de médailles pour les Jeux d'été dans 70 % des cas et l'adaptent aux Jeux d'hiver. Ils utilisent, comme Pfau, les critères de la population, le produit intérieur brut, le fait d'être la nation hôte ou pas et le nombre de médailles aux Jeux précédents et séparent les pays en plusieurs groupes d'après le nombre de stations de sports d'hiver, la couverture neige du pays et le régime politique (capitaliste ou communiste). En analysant les médailles remportées par les différents pays dans l'histoire, ils déterminent une formule prévoyant le nombre de médailles. Les résultats prévoyaient que les meilleurs pays seraient les États-Unis, l'Allemagne, le Canada, la Russie, le pays hôte et la Norvège, avec respectivement 36, 28, 27, 24 et 24 médailles. Les résultats montrent que, contrairement à ces prédictions, la Russie est la meilleure nation avec 33 médailles. La Norvège, qui est troisième avec 26 médailles, est également meilleure qu'attendu. Les États-Unis (deuxièmes avec 28 médailles), l'Allemagne (sixième avec 19 médailles) et le Canada (quatrième avec 25 médailles) ont en revanche des moins bons résultats qu'annoncé.

## Sports
L'article 6 du chapitre 1 de l'édition de 2007 de la charte olympique définit les sports d'hiver comme des « sports qui se pratiquent sur la neige ou sur la glace ». Depuis 1992, des nouveaux sports sont ajoutés au programme olympique. Ils incluent le patinage de vitesse sur piste courte, le snowboard et le ski acrobatique. L'ajout de ces épreuves élargit l'attrait des Jeux olympiques d'hiver au-delà de l'Europe et de l'Amérique du Nord. Tandis que les puissances européennes comme la Norvège ou l'Allemagne dominent toujours les sports traditionnels des Jeux d'hiver, des pays comme la Corée du Sud, l'Australie et le Canada connaissent un franc succès dans les nouveaux sports. Les résultats sont plus de parité dans le tableau des médailles par nation, ont davantage d'intérêt pour les Jeux d'hiver et des audiences mondiales télévisées plus élevées.

### Disciplines sportives actuelles
| Sport                                | Année                  | Nombre d' épreuves | Épreuves avec médailles présentes en 2022 |
| ------------------------------------ | ---------------------- | ------------------ | --- |
| Biathlon                             | Depuis 1960            | 11                 | Individuel (hommes : 20 km ; femmes : 15 km), sprint (hommes : 10 km ; femmes : 7,5 km), poursuite (hommes : 12,5 km ; femmes : 10 km), départ groupé (hommes : 15 km ; femmes : 12,5 km) et relais (hommes : 4 × 7,5 km ; femmes : 4 × 6 km ; mixte : 2 × 6 km F + 2 × 7,5 km H). |
| Bobsleigh                            | 1924–1956 Depuis 1964  | 4                  | Bob à deux femmes, monobob femmes, bob à deux hommes et bob à quatre hommes. |
| Combiné nordique                     | Depuis 1924            | 3                  | Tremplin normal et 10 km individuel hommes, grand tremplin et 10 km individuel hommes et par équipes |
| Curling                              | 1924 Depuis 1998       | 2                  | Tournoi hommes et femmes. |
| Hockey sur glace                     | Depuis 1924            | 2                  | Tournoi hommes et femmes. |
| Luge                                 | Depuis 1964            | 4                  | Simple hommes et femmes, double hommes et relais mixte par équipes. |
| Patinage artistique                  | Depuis 1924            | 5                  | Individuel hommes et femmes, couples, danse sur glace et épreuve mixte par équipe. |
| Patinage de vitesse                  | Depuis 1924            | 13                 | 500 mètres, 1 000 mètres, 1 500 mètres, 5 000 mètres, Mass start et poursuite par équipes hommes et femmes, 3 000 mètres femmes et 10 000 mètres hommes. |
| Patinage de vitesse sur piste courte | Depuis 1992            | 9                  | 500 mètres, 1 000 mètres, 1 500 mètres hommes et femmes ; relais 3 000 mètres femmes, relais 5 000 mètres hommes, relais mixte 2 000 mètres. |
| Saut à ski                           | Depuis 1924            | 4                  | Grand tremplin individuel hommes, petit tremplin individuel hommes et femmes et grand tremplin par équipes hommes. |
| Skeleton                             | 1928, 1948 Depuis 2002 | 2                  | Individuel hommes et femmes. |
| Ski acrobatique                      | Depuis 1992            | 12                 | Bosses, saut, skicross, half-pipe, slopestyle et Big Air hommes et femmes. |
| Ski alpin                            | Depuis 1936            | 11                 | Descente, super G, slalom géant, slalom et combiné alpin hommes et femmes et épreuve parallèle mixte par équipes. |
| Ski de fond                          | Depuis 1924            | 12                 | Sprint hommes, sprint par équipes, poursuite 30 km, 15 km, 50 km et relais 4 × 10 km ; sprint femmes, sprint par équipes, poursuite 15 km, 10 km, 30 km (femmes) et relais 4 × 5 km.                                                                                               |
| Snowboard (Surf des neiges)          | Depuis 1998            | 10                 | slalom géant parallèle, half-pipe, snowboard cross, slopestyle et Big Air hommes et femmes |

### Évolution du nombre d'épreuves par sport
|                    |                                      |                     | XXe siècle | XXe siècle | XXe siècle | XXe siècle | XXe siècle | XXe siècle | XXe siècle | XXe siècle | XXe siècle | XXe siècle | XXe siècle | XXe siècle | XXe siècle | XXe siècle | XXe siècle | XXe siècle | XXe siècle | XXe siècle | XXe siècle | XXe siècle | XXIe | XXIe | XXIe | XXIe | XXIe | XXIe | XXIe |
| Sport (Discipline) | Sport (Discipline)                   | Sport (Discipline)  | 08         | 20         | 24         | 28         | 32         | 36         | 48         | 52         | 56         | 60         | 64         | 68         | 72         | 76         | 80         | 84         | 88         | 92         | 94         | 98         | 02   | 06   | 10   | 14   | 18   | 22   | 26   |
| Biathlon           | Biathlon                             | Biathlon            |            |            | 1          |            |            |            |            |            |            | 1          | 1          | 2          | 2          | 2          | 3          | 3          | 3          | 6          | 6          | 6          | 8    | 10   | 10   | 11   | 11   | 11   | 11   |
| B o b s l e i g h  | Bobsleigh                            | Bobsleigh           |            |            | 1          | 1          | 2          | 2          | 2          | 2          | 2          |            | 2          | 2          | 2          | 2          | 2          | 2          | 2          | 2          | 2          | 2          | 3    | 3    | 3    | 3    | 3    | 4    | 4    |
| B o b s l e i g h  | Skeleton                             | skeleton            |            |            |            | 1          |            |            | 1          |            |            |            |            |            |            |            |            |            |            |            |            |            | 2    | 2    | 2    | 2    | 2    | 2    | 3    |
| Curling            | Curling                              | Curling             |            |            | 1          |            |            |            |            |            |            |            |            |            |            |            |            |            |            |            |            | 2          | 2    | 2    | 2    | 2    | 3    | 3    | 3    |
| Hockey sur glace   | Hockey sur glace                     | Hockey sur glace    |            | 1          | 1          | 1          | 1          | 1          | 1          | 1          | 1          | 1          | 1          | 1          | 1          | 1          | 1          | 1          | 1          | 1          | 1          | 2          | 2    | 2    | 2    | 2    | 2    | 2    | 2    |
| Luge               | Luge                                 | Luge                |            |            |            |            |            |            |            |            |            |            | 3          | 3          | 3          | 3          | 3          | 3          | 3          | 3          | 3          | 3          | 3    | 3    | 3    | 4    | 4    | 4    | 5    |
| P a t i n a g e    | Patinage artistique                  | Patinage artistique | 4          | 3          | 3          | 3          | 3          | 3          | 3          | 3          | 3          | 3          | 3          | 3          | 3          | 4          | 4          | 4          | 4          | 4          | 4          | 4          | 4    | 4    | 4    | 5    | 5    | 5    | 5    |
| P a t i n a g e    | Patinage de vitesse sur piste courte | Short track         |            |            |            |            |            |            |            |            |            |            |            |            |            |            |            |            |            | 4          | 6          | 6          | 8    | 8    | 8    | 8    | 8    | 9    | 9    |
| P a t i n a g e    | Patinage de vitesse                  | Patinage de vitesse |            |            | 5          | 4          | 4          | 4          | 4          | 4          | 4          | 8          | 8          | 8          | 8          | 9          | 9          | 9          | 10         | 10         | 10         | 10         | 10   | 12   | 12   | 12   | 14   | 14   | 14   |
| S k i              | Ski alpin                            | Ski alpin           |            |            |            |            |            | 2          | 6          | 6          | 6          | 6          | 6          | 6          | 6          | 6          | 6          | 6          | 10         | 10         | 10         | 10         | 10   | 10   | 10   | 10   | 11   | 11   | 10   |
| S k i              | Ski-alpinisme                        | Ski alpinisme       |            |            |            |            |            |            |            |            |            |            |            |            |            |            |            |            |            |            |            |            |      |      |      |      |      |      | 3    |
| S k i              | Ski de fond                          | Ski de fond         |            |            | 2          | 2          | 2          | 3          | 3          | 4          | 6          | 6          | 7          | 7          | 7          | 7          | 7          | 8          | 8          | 10         | 10         | 10         | 12   | 12   | 12   | 12   | 12   | 12   | 12   |
| S k i              | Ski acrobatique                      | Ski acrobatique     |            |            |            |            |            |            |            |            |            |            |            |            |            |            |            |            |            | 2          | 4          | 4          | 4    | 4    | 6    | 10   | 10   | 13   | 15   |
| S k i              | Combiné nordique                     | Combiné nordique    |            |            | 1          | 1          | 1          | 1          | 1          | 1          | 1          | 1          | 1          | 1          | 1          | 1          | 1          | 1          | 2          | 2          | 2          | 2          | 3    | 3    | 3    | 3    | 3    | 3    | 3    |
| S k i              | Saut à ski                           | Saut à ski          |            |            | 1          | 1          | 1          | 1          | 1          | 1          | 1          | 1          | 2          | 2          | 2          | 2          | 2          | 2          | 3          | 3          | 3          | 3          | 3    | 3    | 3    | 4    | 4    | 5    | 6    |
| S k i              | Snowboard (Surf des neiges)          | Snowboard           |            |            |            |            |            |            |            |            |            |            |            |            |            |            |            |            |            |            |            | 4          | 4    | 6    | 6    | 10   | 10   | 11   | 11   |
| Compétitions       | Compétitions                         | Compétitions        |            |            | 16         | 14         | 14         | 17         | 22         | 22         | 24         | 27         | 34         | 35         | 35         | 37         | 38         | 39         | 46         | 57         | 61         | 68         | 78   | 84   | 86   | 98   | 102  | 109  | 116  |

Note : Sur fond bleu, sont mentionnées les épreuves disputées à l'occasion des Jeux olympiques d'été.

### Sports de démonstration
Les sports de démonstration ont toujours été présentés par les pays hôtes pour mettre en lumière un sport populaire local à l'occasion d'une compétition sans médailles. Ils ont été abandonnés après 1992. La patrouille militaire, un précurseur du biathlon, est un sport olympique dès la première édition en 1924, avant de revenir en démonstration en 1928, 1936 et 1948. L'épreuve de figures spéciales en patinage artistique est seulement constatée lors des Jeux olympiques d'été de 1908. Le bandy, sport populaire dans les pays nordiques et en Russie décrit comme du hockey sur glace avec une balle, est en démonstration lors des Jeux d'Oslo en 1952. L'eisstock, variante allemande du curling, est en démonstration en 1936 en Allemagne et en 1964 en Autriche. L'épreuve de ballet, plus tard connue comme l'acroski, est présente en 1988 et en 1992. Le ski joëring, qui consiste en une course de ski derrière des chevaux ou des chiens, est un sport de démonstration à Saint-Moritz en 1928. Une course de chiens de traîneaux a lieu à Lake Placid en 1932. Le ski de vitesse est en démonstration à Albertville lors des Jeux olympiques d'hiver de 1992. Le pentathlon d'hiver, version hivernale du pentathlon moderne, est présent comme épreuve de démonstration lors des Jeux de 1948 en Suisse. Il est composé de ski de fond, de tir, d'une descente à ski, de l'escrime et d'équitation. C'est sa version déclinée et repensée à deux disciplines (ski de fond et tir) combinées en une seule épreuve, le biathlon d'hiver, qui s'imposera quelques années plus tard.

## Liste des Jeux olympiques d'hiver

Lieux des différents Jeux olympiques d'hiver. Les pays ayant accueilli les Jeux d'hiver plusieurs fois sont en bleu.

### Villes hôtes
| Olympiade | Année | Hôte | Dates | Nations | Athlètes | Athlètes | Athlètes | Sports | Épreuves | Référence |
| Olympiade | Année | Hôte | Dates | Nations | Total | Hommes | Femmes | Sports | Épreuves | Référence |
| --------- | ----- | --- | --- | --- | --- | --- | --- | --- | --- | --- |
| Ire       | 1924  | Chamonix, France (1)                                                                                          | 25 janvier – 5 février 1924                                                                                   | 16 | 258 | 247 | 11 | 6 | 16 | [ 9 ] |
| IIe       | 1928  | Saint-Moritz (1), Suisse (1)                                                                                  | 11–19 février 1928                                                                                            | 25 | 464 | 438 | 26 | 6 | 14 | [ 14 ] |
| IIIe      | 1932  | Lake Placid (1), États-Unis (1)                                                                               | 4–15 février 1932                                                                                             | 17 | 252 | 231 | 21 | 5 | 14 | [ 15 ] |
| IVe       | 1936  | Garmisch-Partenkirchen, Allemagne                                                                             | 6–16 février 1936                                                                                             | 28 | 646 | 566 | 80 | 6 | 17 | [ 18 ] |
| –         | 1940  | Initialement attribués à Sapporo au Japon, ils sont annulés à cause de la Seconde Guerre mondiale.            | Initialement attribués à Sapporo au Japon, ils sont annulés à cause de la Seconde Guerre mondiale.            | Initialement attribués à Sapporo au Japon, ils sont annulés à cause de la Seconde Guerre mondiale.            | Initialement attribués à Sapporo au Japon, ils sont annulés à cause de la Seconde Guerre mondiale.            | Initialement attribués à Sapporo au Japon, ils sont annulés à cause de la Seconde Guerre mondiale.            | Initialement attribués à Sapporo au Japon, ils sont annulés à cause de la Seconde Guerre mondiale.            | Initialement attribués à Sapporo au Japon, ils sont annulés à cause de la Seconde Guerre mondiale.            | Initialement attribués à Sapporo au Japon, ils sont annulés à cause de la Seconde Guerre mondiale.            | Initialement attribués à Sapporo au Japon, ils sont annulés à cause de la Seconde Guerre mondiale.            |
| –         | 1944  | Initialement attribués à Cortina d'Ampezzo en Italie, ils sont annulés à cause de la Seconde Guerre mondiale. | Initialement attribués à Cortina d'Ampezzo en Italie, ils sont annulés à cause de la Seconde Guerre mondiale. | Initialement attribués à Cortina d'Ampezzo en Italie, ils sont annulés à cause de la Seconde Guerre mondiale. | Initialement attribués à Cortina d'Ampezzo en Italie, ils sont annulés à cause de la Seconde Guerre mondiale. | Initialement attribués à Cortina d'Ampezzo en Italie, ils sont annulés à cause de la Seconde Guerre mondiale. | Initialement attribués à Cortina d'Ampezzo en Italie, ils sont annulés à cause de la Seconde Guerre mondiale. | Initialement attribués à Cortina d'Ampezzo en Italie, ils sont annulés à cause de la Seconde Guerre mondiale. | Initialement attribués à Cortina d'Ampezzo en Italie, ils sont annulés à cause de la Seconde Guerre mondiale. | Initialement attribués à Cortina d'Ampezzo en Italie, ils sont annulés à cause de la Seconde Guerre mondiale. |
| Ve        | 1948  | Saint-Moritz (2), Suisse (2)                                                                                  | 30 janvier – 8 février 1948                                                                                   | 28 | 669 | 592 | 77 | 4 | 22 | [ 22 ] |
| VIe       | 1952  | Oslo, Norvège (1)                                                                                             | 14–25 février 1952                                                                                            | 30 | 694 | 585 | 109 | 4 | 22 | [ 24 ] |
| VIIe      | 1956  | Cortina d'Ampezzo, Italie (1)                                                                                 | 26 janvier – 5 février 1956                                                                                   | 32 | 821 | 687 | 134 | 4 | 24 | [ 31 ] |
| VIIIe     | 1960  | Squaw Valley, États-Unis (2)                                                                                  | 18–28 février 1960                                                                                            | 30 | 665 | 521 | 144 | 4 | 27 | [ 188 ] |
| IXe       | 1964  | Innsbruck (1), Autriche (1)                                                                                   | 29 janvier – 9 février 1964                                                                                   | 36 | 1 091 | 892 | 199 | 6 | 34 | [ 36 ] |
| Xe        | 1968  | Grenoble, France (2)                                                                                          | 6–18 février 1968                                                                                             | 37 | 1 158 | 947 | 211 | 6 | 35 | [ 38 ] |
| XIe       | 1972  | Sapporo, Japon (1)                                                                                            | 3–13 février 1972                                                                                             | 35 | 1 006 | 801 | 205 | 6 | 35 | [ 189 ] |
| XIIe      | 1976  | Innsbruck (2), Autriche (2)                                                                                   | 4–15 février 1976                                                                                             | 37 | 1 123 | 892 | 231 | 6 | 37 | [ 48 ] |
| XIIIe     | 1980  | Lake Placid (2), États-Unis (3)                                                                               | 13–24 février 1980                                                                                            | 37 | 1 072 | 840 | 232 | 6 | 38 | [ 190 ] |
| XIVe      | 1984  | Sarajevo, Yougoslavie                                                                                         | 8–19 février 1984                                                                                             | 49 | 1 272 | 998 | 274 | 6 | 39 | [ 54 ] |
| XVe       | 1988  | Calgary, Canada (1)                                                                                           | 13–28 février 1988                                                                                            | 57 | 1 423 | 1 122 | 301 | 6 | 46 | [ 55 ] |
| XVIe      | 1992  | Albertville, France (3)                                                                                       | 8–23 février 1992                                                                                             | 64 | 1 801 | 1 313 | 488 | 7 | 57 | [ 57 ] |
| XVIIe     | 1994  | Lillehammer, Norvège (2)                                                                                      | 12–27 février 1994                                                                                            | 67 | 1 737 | 1 215 | 522 | 6 | 61 | [ 60 ] |
| XVIIIe    | 1998  | Nagano, Japon (2)                                                                                             | 7–22 février 1998                                                                                             | 72 | 2 176 | 1 389 | 787 | 7 | 68 | [ 66 ] |
| XIXe      | 2002  | Salt Lake City (1), États-Unis (4)                                                                            | 8–24 février 2002                                                                                             | 77 | 2 399 | 1 513 | 886 | 7 | 78 | [ 69 ] |
| XXe       | 2006  | Turin, Italie (2)                                                                                             | 10–26 février 2006                                                                                            | 80 | 2 508 | 1 548 | 960 | 7 | 84 | [ 73 ] |
| XXIe      | 2010  | Vancouver, Canada (2)                                                                                         | 12–28 février 2010                                                                                            | 82 | 2 566 | 1 522 | 1 044 | 7 | 86 | [ 191 ] |
| XXIIe     | 2014  | Sotchi, Russie                                                                                                | 7–23 février 2014                                                                                             | 88 | 2 873 | 1 714 | 1 159 | 7 | 98 | [ 192 ] |
| XXIIIe    | 2018  | PyeongChang, Corée du Sud                                                                                     | 9–25 février 2018                                                                                             | 92 | 2 922 | 1 680 | 1 242 | 7 | 102 | [ 193 ] |
| XXIVe     | 2022  | Pékin, Chine                                                                                                  | 4–20 février 2022                                                                                             | 91 | 2 861 | 1 573 | 1 288 | 7 | 109 | |
| XXVe      | 2026  | Milan-Cortina d'Ampezzo, Italie (3)                                                                           | 6–22 février 2026                                                                                             | 0 | 0 | 0 | 0 | 8 | 116 | |
| XXVIe     | 2030  | Alpes françaises, France (4)                                                                                  | 8–24 février 2030                                                                                             | Événement à venir                                                                                             | Événement à venir                                                                                             | Événement à venir                                                                                             | Événement à venir                                                                                             | Événement à venir                                                                                             | Événement à venir                                                                                             | |
| XXVIIe    | 2034  | Salt Lake City (2), États-Unis (5)                                                                            | 10–26 février 2034                                                                                            | Événement à venir                                                                                             | Événement à venir                                                                                             | Événement à venir                                                                                             | Événement à venir                                                                                             | Événement à venir                                                                                             | Événement à venir                                                                                             | |

Note : Contrairement aux Jeux olympiques d'été, les éditions annulées (JO d'hiver de 1940 et de 1944) ne sont pas incluses dans le décompte officiel en chiffres romains des Jeux d'hiver. Tandis que la liste officielle des Jeux d'été compte les olympiades, la liste des JO d'hiver ne compte que les Jeux eux-mêmes.

### Récapitulatif des pays hôtes
| Olympiades accueillies | Pays         | Années d'accueil             | Villes hôtes                                                 |
| ---------------------- | ------------ | ---------------------------- | ------------------------------------------------------------ |
| 5                      | États-Unis   | 1932, 1960, 1980, 2002, 2034 | Lake Placid (2), Salt Lake City (2), Squaw Valley            |
| 4                      | France       | 1924, 1968, 1992, 2030       | Albertville, Chamonix-Mont-Blanc, Grenoble, Alpes françaises |
| 3                      | Italie       | 1956, 2006, 2026             | Cortina d'Ampezzo (2), Milan, Turin                          |
| 2                      | Autriche     | 1964, 1976                   | Innsbruck (2)                                                |
| 2                      | Canada       | 1988, 2010                   | Calgary, Vancouver                                           |
| 2                      | Japon        | 1972, 1998                   | Nagano, Sapporo                                              |
| 2                      | Norvège      | 1952, 1994                   | Lillehammer, Oslo                                            |
| 2                      | Suisse       | 1928, 1948                   | Saint-Moritz (2)                                             |
| 1                      | Allemagne    | 1936                         | Garmisch-Partenkirchen                                       |
| 1                      | Chine        | 2022                         | Pékin                                                        |
| 1                      | Corée du Sud | 2018                         | PyeongChang                                                  |
| 1                      | Russie       | 2014                         | Sotchi                                                       |
| 1                      | Yougoslavie  | 1984                         | Sarajevo                                                     |

## Tableaux

### Total des médailles olympiques par pays
Ce tableau montre la somme des médailles remportées par les dix premières nations aux Jeux d'hiver depuis 1924, d'après le Comité international olympique. Il a été actualisé après les Jeux olympiques d'hiver de Pékin en 2022 :
| Rang | Nation               | Or  | Argent | Bronze | Total | Participations |
| 1    | Norvège              | 148 | 133    | 124    | 405   | 24             |
| 2    | États-Unis           | 113 | 122    | 95     | 330   | 24             |
| 3    | Allemagne            | 102 | 98     | 65     | 267   | 13             |
| 4    | Union soviétique     | 78  | 57     | 59     | 194   | 9              |
| 5    | Canada               | 77  | 72     | 80     | 229   | 24             |
| 6    | Autriche             | 71  | 88     | 91     | 250   | 24             |
| 7    | Suède                | 65  | 61     | 60     | 166   | 24             |
| 8    | Suisse               | 63  | 47     | 57     | 167   | 24             |
| 9    | Pays-Bas             | 53  | 49     | 45     | 147   | 22             |
| 10   | Russie               | 47  | 39     | 35     | 121   | 6              |
| 11   | Finlande             | 45  | 65     | 65     | 175   | 24             |
| 12   | Italie               | 42  | 43     | 55     | 141   | 24             |
| 13   | France               | 41  | 47     | 55     | 143   | 24             |
| 14   | Allemagne de l'Est   | 39  | 36     | 35     | 110   | 6              |
| 15   | Corée du Sud         | 32  | 30     | 16     | 78    | 19             |
| 16   | Chine                | 22  | 32     | 23     | 77    | 19             |
| 17   | Japon                | 17  | 28     | 31     | 76    | 23             |
| 18   | Grande-Bretagne      | 12  | 5      | 17     | 34    | 24             |
| 19   | Allemagne de l'Ouest | 11  | 15     | 13     | 39    | 6              |
| 20   | République tchèque   | 10  | 11     | 12     | 33    | 7              |

En italique les entités politiques n'existant plus aujourd'hui.

### Tableau récapitulatif des positions de pays participants dans le classement final par année
| Rang | Équipe             | Premières places                                     | Deuxièmes places                   | Troisièmes places                  | Quatrièmes places            | Cinquièmes places                  |
| ---- | ------------------ | ---------------------------------------------------- | ---------------------------------- | ---------------------------------- | ---------------------------- | ---------------------------------- |
| 1    | Norvège            | 1924, 1928, 1936, 1948, 1952, 1968, 2002, 2018, 2022 | 1932, 1994, 1998, 2014             | 1964, 1992                         | 1960, 1976, 2010             |                                    |
| 2    | Union soviétique   | 1956, 1960, 1964, 1972, 1976, 1980, 1988             | 1968, 1984                         |                                    |                              |                                    |
| 3    | Allemagne          | 1992, 1998, 2006                                     | 1936, 1960, 2002, 2010, 2018, 2022 | 1994                               | 1952                         | 1976                               |
| 4    | Russie             | 1994, 2014                                           |                                    | 1998                               | 2006                         | 2002                               |
| 5    | Allemagne de l'Est | 1984                                                 | 1972, 1976, 1980, 1988             |                                    |                              |                                    |
| 6    | États-Unis         | 1932                                                 | 1928, 1952, 2006                   | 1960, 1976, 1980, 1984, 2002, 2010 | 1948, 2014, 2018, 2022       | 1924, 1972, 1992, 1994, 1998       |
| 7    | Suède              | 1948                                                 |                                    | 1928, 1932, 1936                   |                              | 1956, 1960, 1980, 1984, 1988, 2022 |
| 8    | Canada             | 2010                                                 |                                    | 2014, 2018                         | 1932, 1998, 2002             | 1928, 2006                         |
| 9    | Autriche           |                                                      | 1956, 1964                         | 1924, 2006                         | 1980, 1992                   | 1952, 1968                         |
| 10   | Finlande           |                                                      | 1924                               | 1952, 1956                         | 1928, 1936, 1964, 1984, 1988 | 1932                               |

### Sportifs les plus médaillés

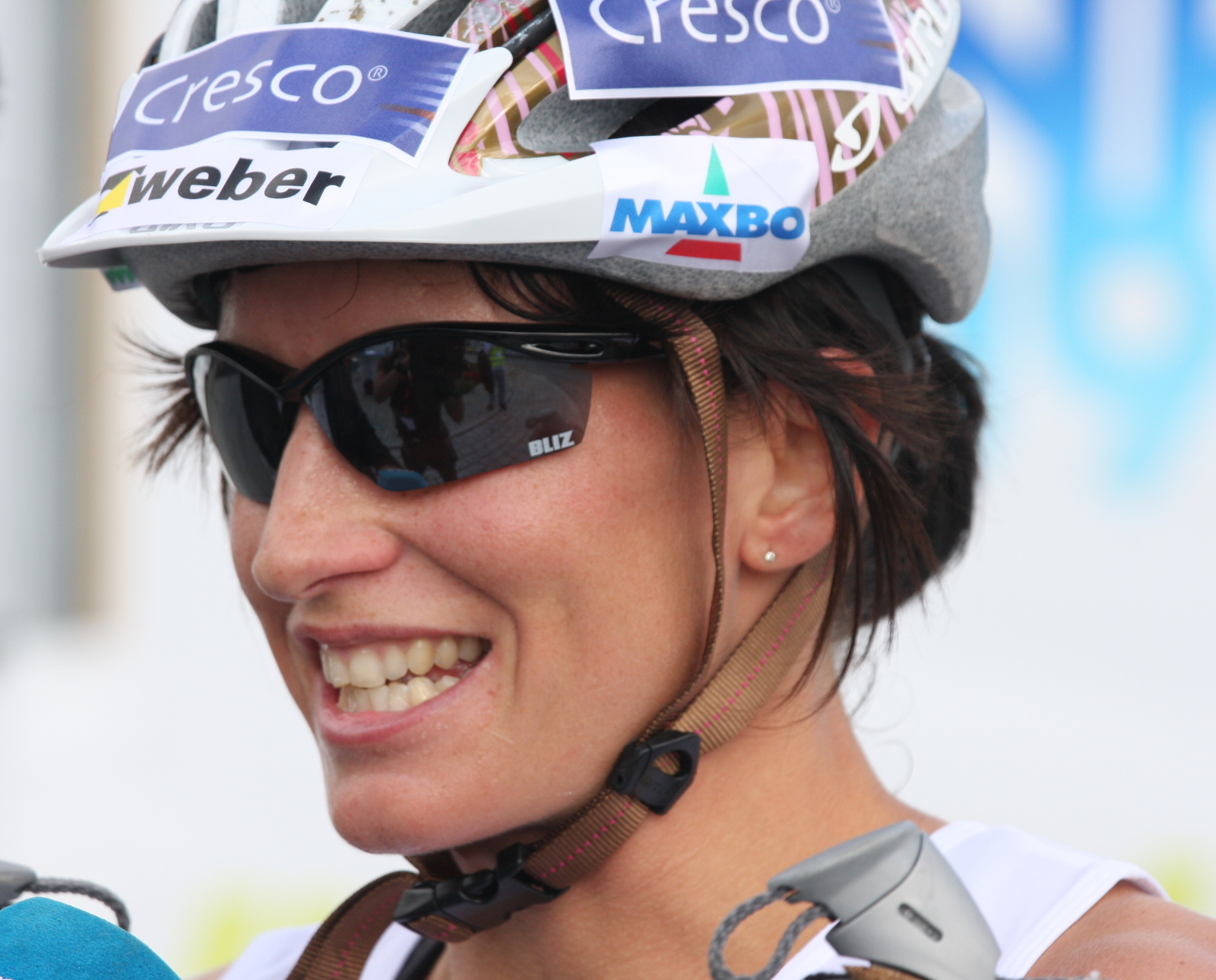
Avec 8 médailles d'or, 4 médailles d'argent et 3 médailles de bronze, Marit Bjørgen est l'athlète la plus médaillée des Jeux d'hiver.

Parmi les 17 405 athlètes (dont 12 862 hommes et 4 543 femmes) qui ont participé aux Jeux d'hiver, 22 ont remporté au moins 8 médailles. Parmi ces 22 athlètes, c'est la Norvégienne Marit Bjørgen, qui en a remporté le plus (15) devant le biathlète Ole Einar Bjørndalen (14) et Bjørn Dæhlie (12), ce trio comptant aussi le plus grand nombre de médailles d'or (8). Ces trois norvégiens encadrés par la Néerlandaise Ireen Wüst qui compte depuis les Jeux de Pékin 2022 13 médailles dont 6 titres, puis en termes de podiums, par l'Italienne Ariana Fontana, en Short track, avec 11 médailles.
Liste des athlètes ayant gagné au moins huit médailles aux Jeux d'hiver :
- Athlètes en activité lors des Jeux de Pékin 2022

| Rang | Athlète                  | Nation                                              | Sport               | Sexe |   |   |   |    |
| ---- | ------------------------ | --------------------------------------------------- | ------------------- | ---- | - | - | - | -- |
| 1    | Marit Bjørgen            | Norvège                                             | Ski de fond         | F    | 8 | 4 | 3 | 15 |
| 2    | Ole Einar Bjørndalen     | Norvège                                             | Biathlon            | M    | 8 | 4 | 2 | 14 |
| 3    | Ireen Wüst               | Pays-Bas                                            | Patinage de vitesse | F    | 6 | 5 | 2 | 13 |
| 4    | Bjørn Dæhlie             | Norvège                                             | Ski de fond         | M    | 8 | 4 | 0 | 12 |
| 5    | Arianna Fontana          | Italie                                              | Short track         | F    | 2 | 4 | 5 | 11 |
| 6    | Raisa Smetanina          | Union soviétique Équipe unifiée aux Jeux olympiques | Ski de fond         | F    | 4 | 5 | 1 | 10 |
| 7    | Stefania Belmondo        | Italie                                              | Ski de fond         | F    | 2 | 3 | 5 | 10 |
| 8    | Lioubov Iegorova         | Équipe unifiée aux Jeux olympiques Russie           | Ski de fond         | F    | 6 | 3 | 0 | 9  |
| 9    | Claudia Pechstein        | Allemagne                                           | Patinage de vitesse | F    | 5 | 2 | 2 | 9  |
| 10   | Sixten Jernberg          | Suède                                               | Ski de fond         | M    | 4 | 3 | 2 | 9  |
| 11   | Sven Kramer              | Pays-Bas                                            | Patinage de vitesse | M    | 4 | 2 | 3 | 9  |
| 12   | Charlotte Kalla          | Suède                                               | Ski de fond         | F    | 3 | 6 | 0 | 9  |
| 13   | Uschi Disl               | Allemagne                                           | Biathlon            | F    | 2 | 4 | 3 | 9  |
| 14   | Viktor Ahn               | Corée du Sud Russie                                 | Short track         | M    | 6 | 0 | 2 | 8  |
| 15   | Johannes Thingnes Bø     | Norvège                                             | Biathlon            | M    | 5 | 2 | 2 | 9  |
| 16   | Emil Hegle Svendsen      | Norvège                                             | Biathlon            | M    | 4 | 3 | 2 | 9  |
| 17   | Ricco Groß               | Allemagne                                           | Biathlon            | M    | 4 | 3 | 1 | 8  |
| 18   | Galina Kulakova          | Union soviétique                                    | Ski de fond         | F    | 4 | 2 | 2 | 8  |
| 18   | Kjetil André Aamodt      | Norvège                                             | Ski alpin           | M    | 4 | 2 | 2 | 8  |
| 18   | Sven Fischer             | Allemagne                                           | Biathlon            | M    | 4 | 2 | 2 | 8  |
| 21   | Karin Enke               | Allemagne de l'Est                                  | Patinage de vitesse | F    | 3 | 4 | 1 | 8  |
| 21   | Gunda Niemann-Stirnemann | Allemagne                                           | Patinage de vitesse | F    | 3 | 4 | 1 | 8  |
| 24   | Tiril Eckhoff            | Norvège                                             | Biathlon            | F    | 2 | 3 | 3 | 8  |
| 25   | Apolo Anton Ohno         | États-Unis                                          | Short track         | M    | 2 | 2 | 4 | 8  |